# الزواف
الزواف تسمية أطلقت على فئة من أفواج المشاة الخفيفة في الجيش الفرنسي خدمت بين عامي 1830 و 1962 وارتبطت بمنطقة شمال أفريقيا الفرنسية بالإضافة إلى بعض الوحدات من الدول الأخرى التي تشكلت على نفس النمط. كانت الزواف جنبًا إلى جنب مع السكان الأصليين (الرماة الجزائريون) من بين أكثر الوحدات نيلا للأوسمة في الجيش الفرنسي.
هي كتيبة عسكرية تشكلت أولا في العهد العثماني في الجزائر من جزائريين من مختلف مناطق البلد، الكلمة لها علاقة مع القاموس التركي، يعني الزواف الذي يجمع المعادن أوالذي يعمل في الفضية، وبالمقارنة إلى المهام الموكلة لكتيبة الزواف في العهد العثماني والتي تمثلت في جمع الضرائب من القبائل المنتشرة في الجزائر بعد الانتهاء من جني المحاصيل، هناك من نسب اسم الزواف إلى اسم الزواوة ولكن اسم «الزواف» سيكون بعيد كل البعد عن مصطلح «زواوة»، بدليل أن الكثير من المؤرخين الفرنسيين الذين أرخوا للمرحلة الأولى للاستعمار الفرنسي أكدوا أن العنصر الزواوي (القبائلي) كان قليلا ومحدودا في كتيبة الزواف التي تشكلت في العهد العثماني وكذلك في العهد الفرنسي وهذه بعض الاقتباسات، يقول المؤرّخ هنري أوكابيتين في كتابه «les kabyles et la colonisatoin de l'algérie» الذي صدر سنة 1864 في صفحة 126:
«بعض المؤرخين أخطأوا لما قالوا أن الأتراك كان لهم فيلق مساعد من القبايل يحمل اسم الزواوة، الحقيقية أنه كان لهم قوات من المشات تحمل هذا الاسم لكنها متكونة فقط من العرب. زواوة كانت مجرد قوات غير دائمة توفرها قبائل تقع حول مدينة الجزائر ويقول في صفحة 127 هذه القوات كانت تقاد من طرف آغ تركي، وكان عدد العنصر القبائلي فيها قليل جدا».
أما في العهد الفرنسي فسنجد ان كتيبة الزواف التي شكلها قائد الحملة العسكرية إلى الجزائر المدعوى دي بورمون ستكون هي الأخرى مشكلة من جزائريين من مختلف المناطق وهذا ما ياكده صاحب كتاب « les français en Afrique récit algérien volume 1 » للمؤلف Eugène Émile Édouard Perret الذي صدر في سنة 1886، صفحة 104 حيث قال:«إذا كان الزواف يحملون اسم الكتيبة القديمة لزواوة (يقصد التي تشكلت في العهد العثماني) ، فهذا لا يعني أن هذا الفيلق (يقصد الذي تشكل في العهد الفرنسي) متكون من القبايل بالعكس تماما فهم أقلية فيه، أندجان (الأهالي) السهول، الأندلسين، الكراغلة إلى آخره، إنخرطوا كلهم في الزواف، إلى هؤلاء الأهالي إنظم إليهم كذلك عدد كبير من الفرنسيين» .
كتيبة الزواف بعد سن 1842 سيتم تخصيصها للجنود الفرنسيين فقط وهذا بعد هروب الجزائريين منها وانضمامهم إلى الأمير عبد القادر الذي ظهر كقائد عظيم مؤثر على الجزائريين يبث فيهم روح المقاومة والجهاد وهو ما اكد المؤرخ الفرنسي لورونسان بول (Paul Laurencin) في كتابه زوافنا (Nos zouaves) في سنة 1840، يقول«أغلب الزواف الانديجان (عرب وقبايل) كانوا يقدسون الأمير عبد القادر ومع تأثير هذا الأخير تخلوا عن الراية الفرنسية وانظموا إلى راية الأمير عبد القادر الإسلامية وقد استفاد الأمير عبد القادر من خبرتهم العسكرية وعينهم  كمدربين وكون بهم جيش عصري منظم على الطريقة الأوروبية لمقاومة الفرنسيين وقد كان يطلق عليهم اسم المنتظمون وهذا لشدة تنظيمهم والحُمْرْ  بسبب لون برنوسهم الاحمر»
كان من المفترض في البداية في عام 1830 أن تكون الزواف فوج من المرتزقة الجزائريين (عرب، أمازيغ، كراغلة)  - وبالتالي المصطلح الفرنسي الزواف - التي اكتسبت سمعة عسكرية القتال ضد الحكام المحليين في ظل الدولة العثمانية. كان الفوج يتألف من أعداد قليلة من الجزائريين وضباط الصف الفرنسيين وضباط فرنسيين. تم تجنيد خمسمائة جزائري في أغسطس وسبتمبر، ولكن لرفع الأعداد إلى مائة وستمائة المرغوبة، تقرر أن يتم توسيع تجمع المجندين إلى المتطوعين من أي عرق، لذلك كان أول فوج زوافي مزيجا من الجزائريين، المتطوعون الأوروبيون والسود.بعد اثني عشر عاما، بدأ تجنيد الزواف على وجه الحصر تقريبا من الأوروبيين فقط، وهي سياسة استمرت حتى الحل النهائي لهذه الأفواج بعد استقلال الجزائر.
في ستينيات القرن التاسع عشر، أطلقت وحدات جديدة في العديد من البلدان الأخرى على نفسها اسم «الزواف». والزواف البابوية نظمتها لويس لاموريسيير، وهو قائد سابق لزواف شمال أفريقيا، في حين رقيب الزواف السابق، فرانسوا روشبرون، نظم البولندية «الزواف الموت» الذين قاتلوا ضد روسيا في 1863-1864. في 1870 معركة، شكلت الزواف البابوية السابقة كاد لوحدة الزواف الاسبانية قصيرة الأجل. كما تم استخدام لقب «الزواف» من قبل الوحدات البرازيلية من المتطوعين السود في حرب باراغواي،  ربما بسبب وجود صلة واضحة مع أفريقيا.
في الولايات المتحدة، تم جلب الزواف للجمهور من قبل إلمر إلسورث، الذي كان يدير شركة تدريبات تدعى «الزواف Cadets». تجولت شركة الحفر على الصعيد الوطني. ثم أثيرت وحدات «الزواف» على جانبي الحرب الأهلية الأمريكية من 1861-1865، بما في ذلك فوج تحت قيادة إلسورث، ونيويورك «النار الزواف».
كان الزي الرسمي المميز لوحدات الزواف يميل إلى تضمين سترات قصيرة ذات جبهة مفتوحة وبنطلونات فضفاضة (شروال)، ومعدات رأس شرقية.

## الزواف والجزائر الفرنسية

### أساس التوظيف

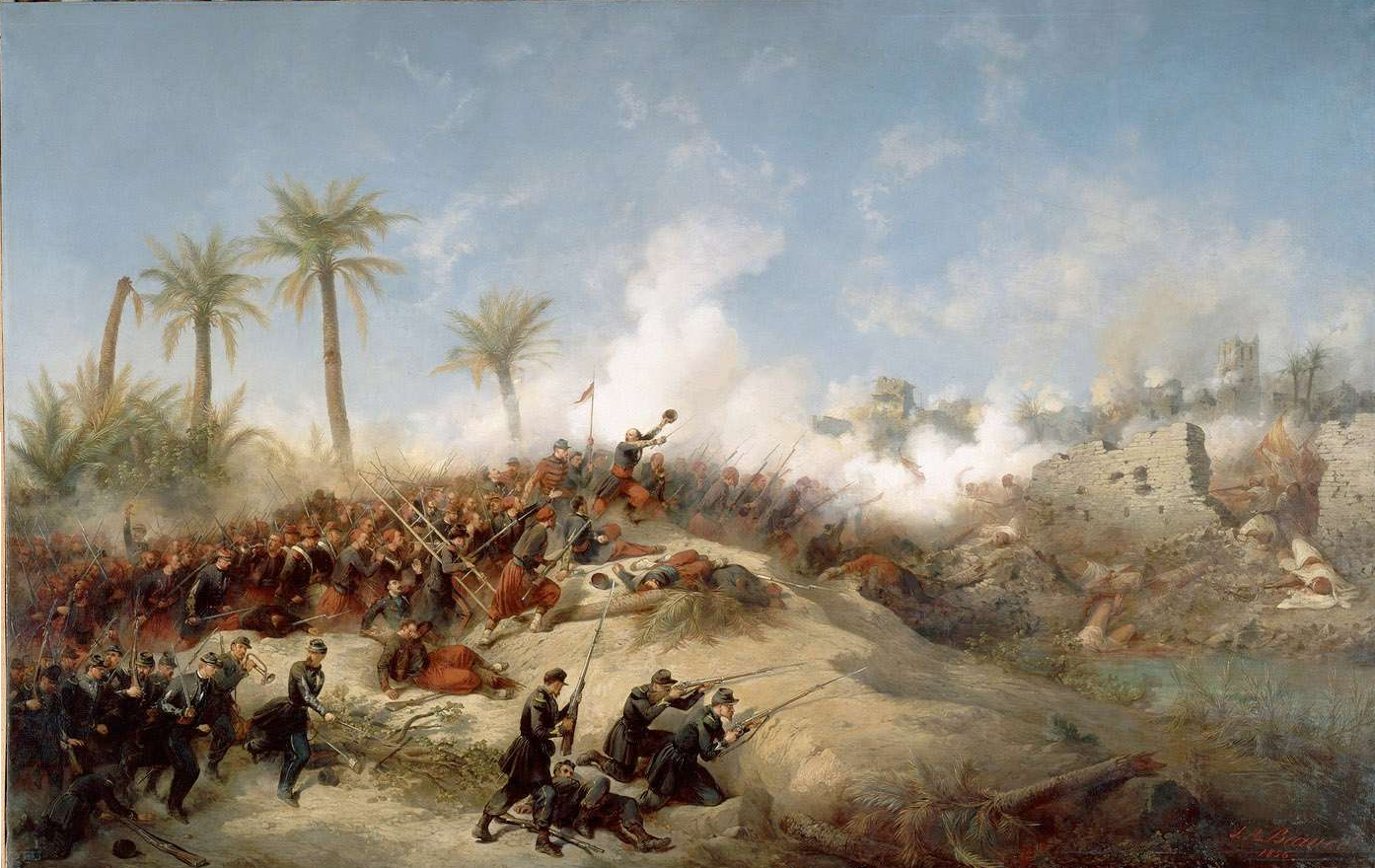
الزواف في معركة زعاطشة خلال استعمار الجزائر

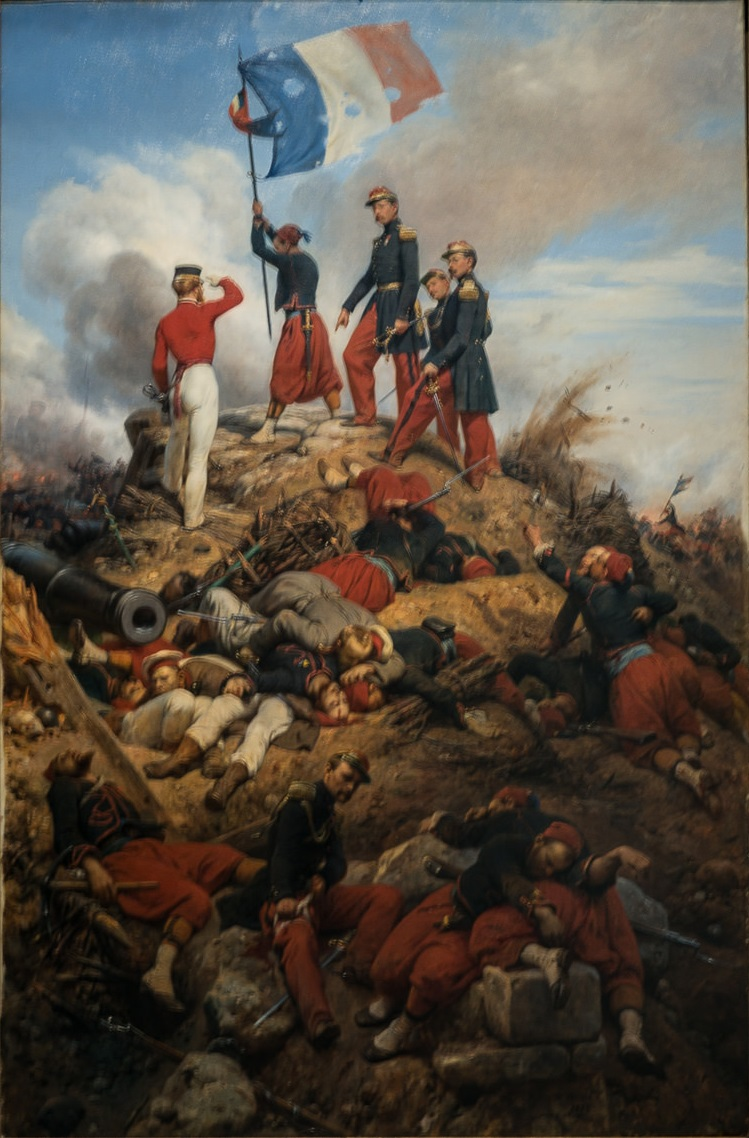
الجنرال الفرنسي ماك ماهون وعسكر زواوة.

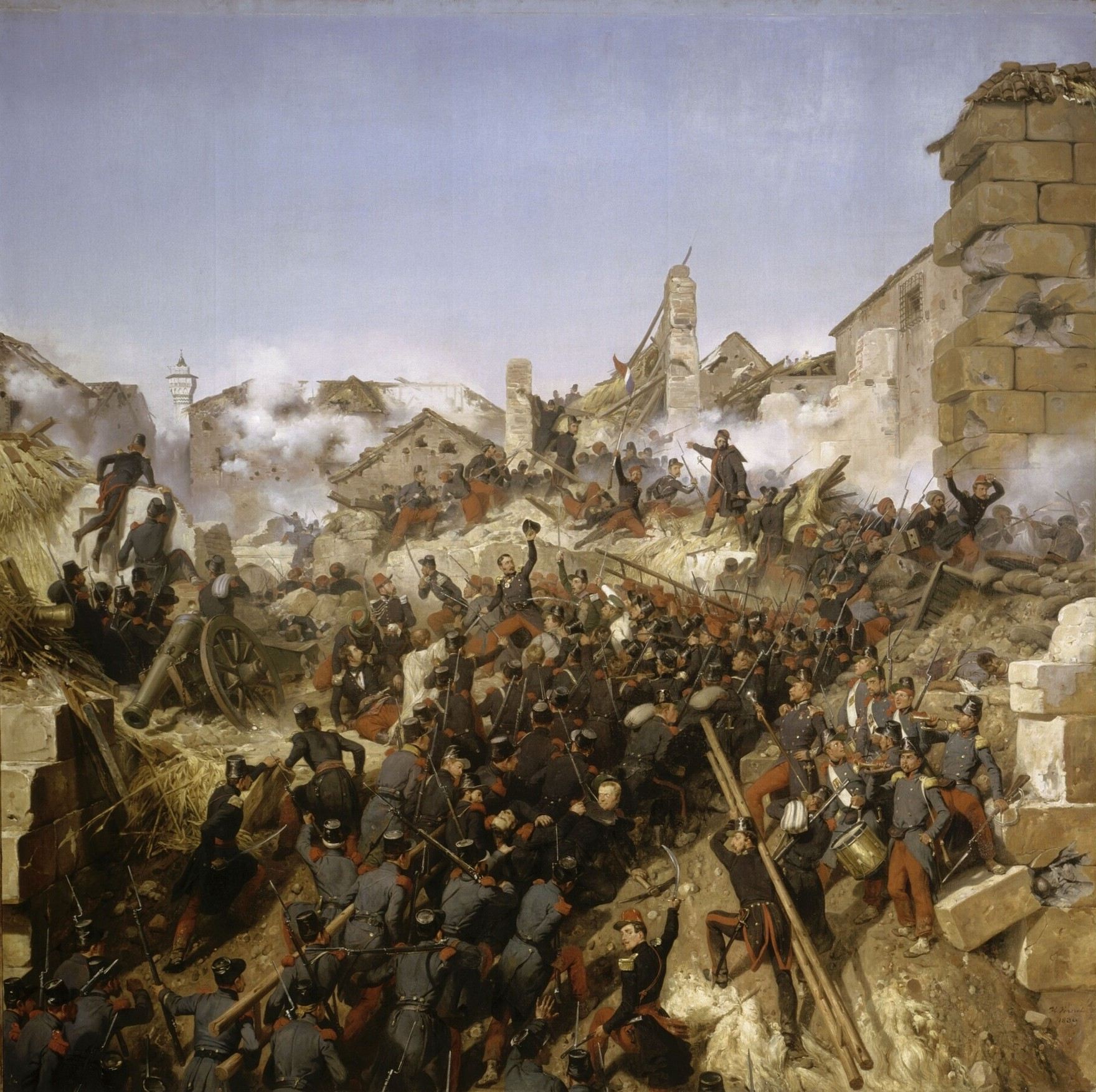
حصار قسنطينة في 1837 من قبل فرقة الزواف التابعين للجنرال لاموريسيير

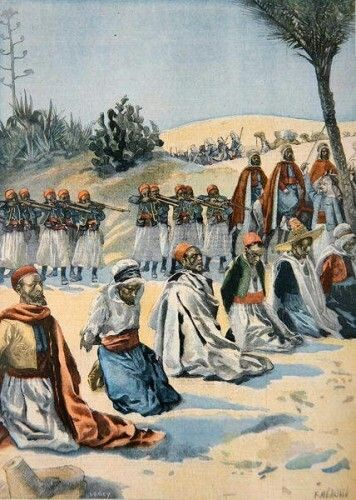
إعدام المسلمين على يد عسكر الزواف -الجزائر- لوحة 1900

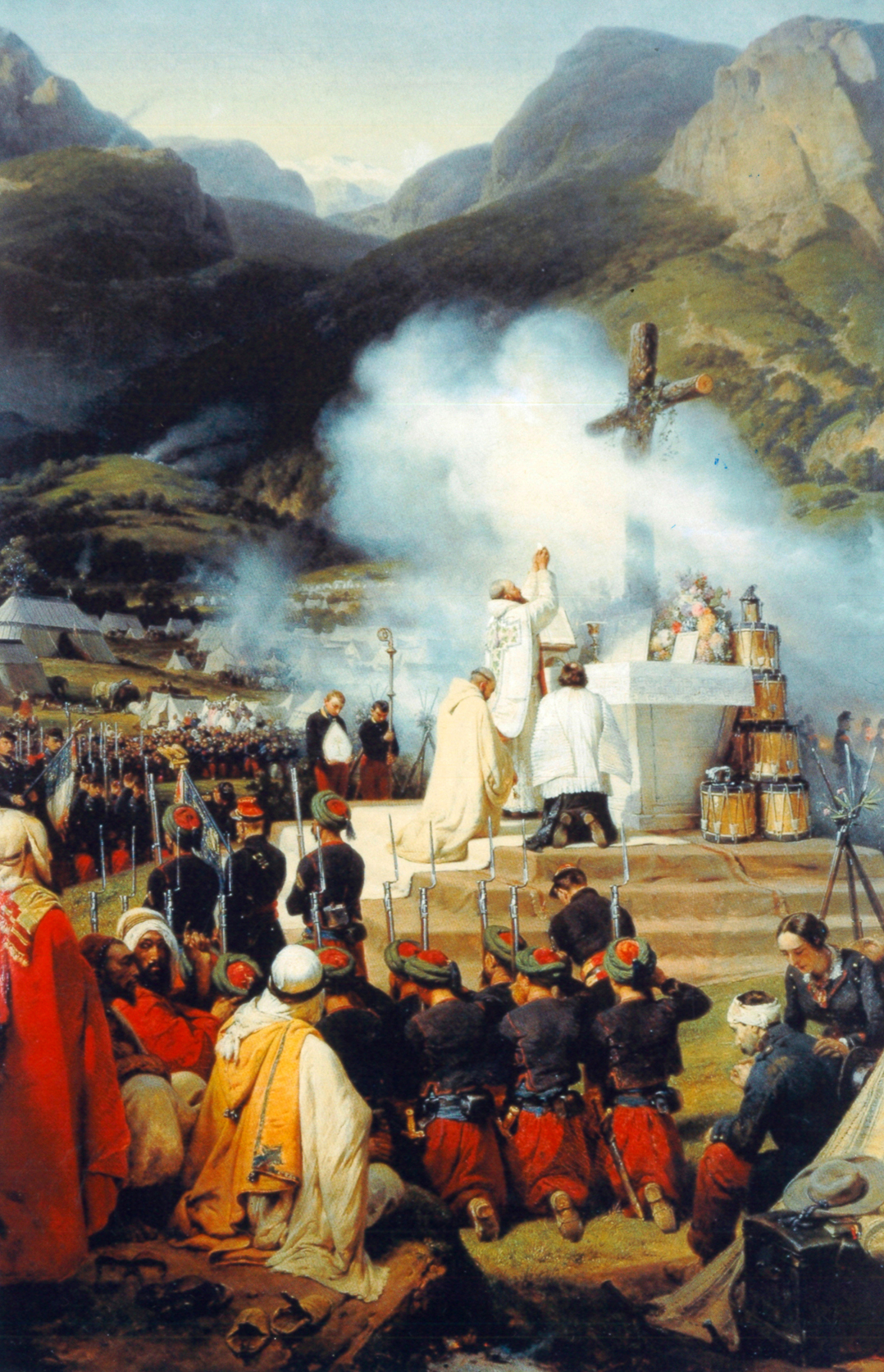
يحتفل الأب ريجيس من نوتردام دي ستاولي بالقداس الأول في منطقة القبائل بعد حملة البابور في منطقة القبائل مع عسكر زواوة (1853).

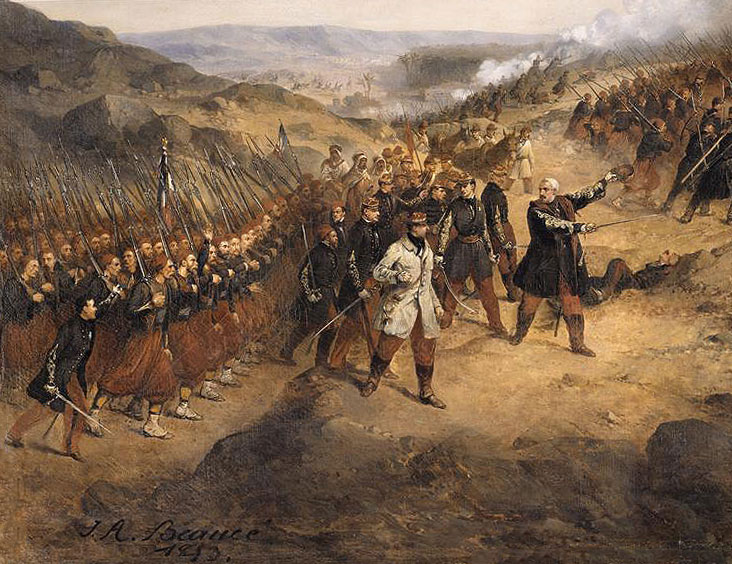
حصار الأغواط لوحة لـ Jean-Adolphe Beaucé

تم في البداية إقامة أفواج أو جيش الخونة من زواف من الجيش الفرنسي في الجزائر عام 1831 مع كتيبتين لاحقاً، تم تجنيدهم في البداية من الجزائريين. وكانت كتيبة الزواف سابقا الجنود ل الدايات من الجزائر وفي أغسطس 1830 قائد قوة التدخل السريع الفرنسية التي كانت تحتل المدينة وأوصى استمرار عملهم في هذا الدور. تم الاعتراف رسمياً بوجود السلك الجديد بموجب مرسوم ملكي بتاريخ 7 مارس 1833.

منذ البداية، ضمت وحدات الزواف عنصرًا فرنسيًا أوروبيًا، استُخرج في البداية من شارل العاشر ملك فرنسا وغيرهم من المتطوعين الباريسيين. من مارس 1833، تم تنظيم كتيبة الزواف في عشر شركات، منها ثمانية جزائرين واثنين فرنسيين. في عام 1838 أثيرت كتيبة ثالثة، والفوج الذي تم تشكيله كان بقيادة الرائد دي لاموريسيري. بعد ذلك بفترة وجيزة، غيَّر تشكيل الخونة الجزائرية، توركو، كقوة مشاة للقوات الفرنسية المحلية، الأساس لتجنيد كتائب الزواف.بالنسبة لمعظم تاريخهم المتبقي، أصبحت الزواف هيئة فرنسية في الأساس، واحتفظت فقط بعدد محدود من الموظفين للقيام بوظائف متخصصة مثل المترجمين الفوريين.

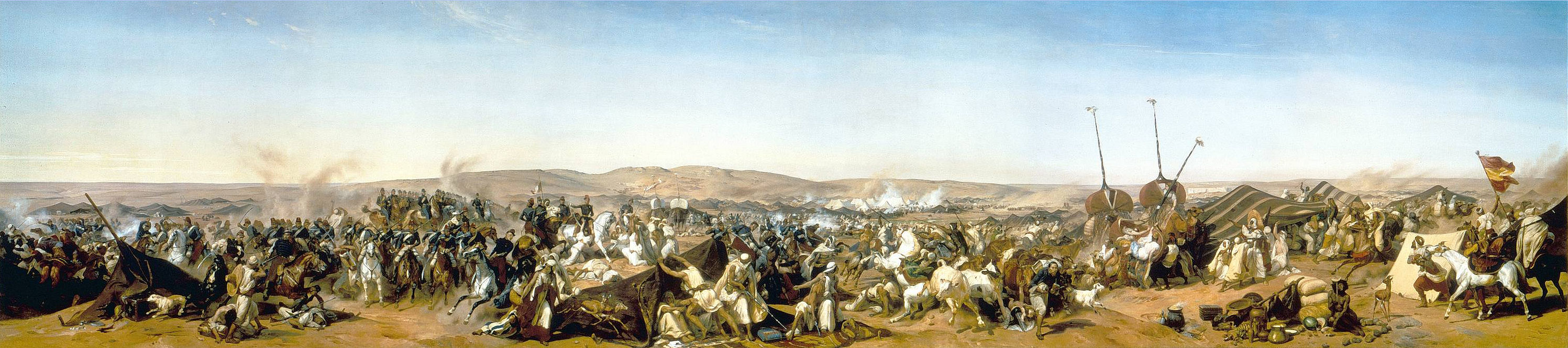
لوحة للفنان هوراس فيرني تبيّن معركة الزمالة، تحت قيادة الأمير عبد القادر يوم: 16 ماي 1843 ضد القوات الفرنسية وعسكر الزواوة

## مهام الزواف

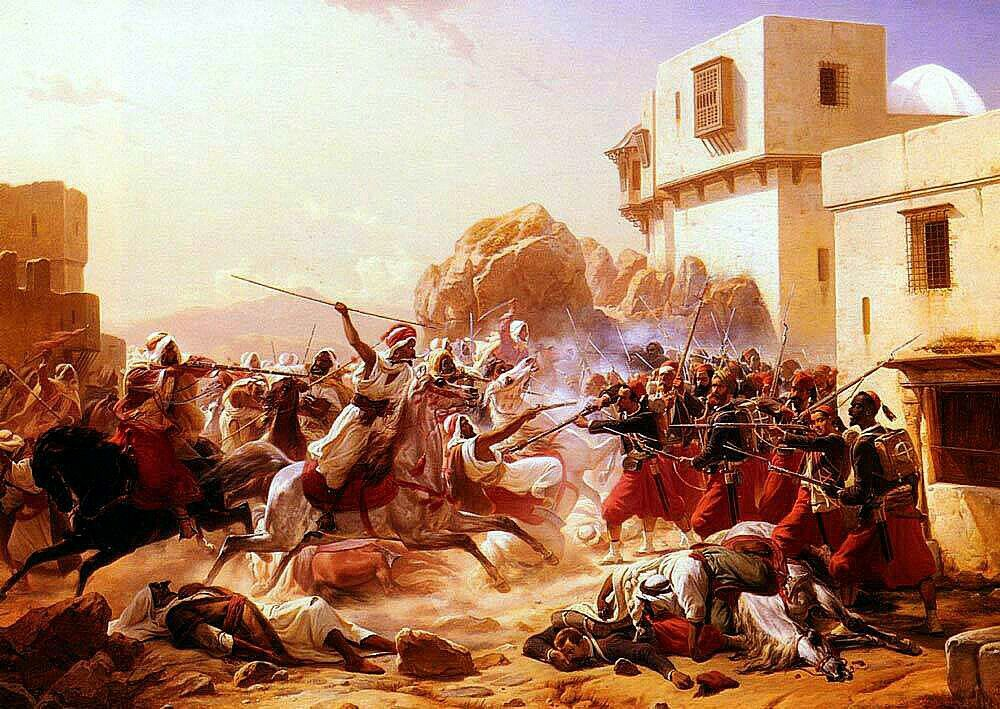
الأغواط - الرسام الدنماركي نيلز سيمونسين (1807-1885)، زيت على قماش، العنوان: المعركة الأخيرة (معركة الأغواط 1852) والتي احتل فرنسا مدينة الأغواط مع عسكر زواوة

فتمثلت مهام الزواف الأساسية في مساندة القوات الفرنسية في اخضاع باقي المناطق الجزائرية الرافضة للسلطة الفرنسية، فكانت أول إنجازات جيش الزواف المحليين تتمثل في المساهمة في إسقاط مدينة دالي براهيم.
ثم توجه جزء منهم إلى مدينة المدية لمواجهة عائلات الكراغلة مجددا (مصطلح يطلق على كل من جاء مع العثمانيين الأتراك طيلة 3 قرون من الحكم العثماني للجزائر وقد كانوا يمثلون نسبة كبيرة من سكان مدينة المدية) هذا رغم كتيبة الزواف كان فيها عدد كبير من الكراغلة الذين شكلوا كتائب أخرى سميت بالقناصة الجزائريين والصبايحية والرومات الجزائريين، وأحدثوا مقتلة كبيرة فيهم ومحرقة رهيبة في سهلهم ثم توجه هذا الجيش بأمر من الفرنسيين إلى مدينة مليانة المتمردة، فواجه سكانها وأحدث فيهم مقتلة عظيمة وضمها إلى السيادة الفرنسية ثم توجه إلى جبل الونشريس وضمه بعد أن أحرق جميع القرى التي في سفوحه وحاصر سكانه في الجبال حتى استسلموا جوعا وموتا كل هذا بعد 3 سنوات فقط من إنشائه! وساعد الزواف الفرنسيين في احتلال مناطق سطيف وبرج بوغرريج وقسنطينة وعنابة وبجاية وغيرها من المدن الجزائرية. كما شاركوا في احتلال مدينة تونس خارج الجزائر الكاف سيدي بوزيد حروب الريف الهند الصينية فيتنان وكل الحروب الفرنسية الداخلية والخارجية.
وبعد غزوه لجبال الشريعة (البليدة والمدية) وسفوحها وجبال الونشريس وسفوحها، أوكل الفرنسيون لجيش الزواف مهمة جديدة تتمثل في قمع ثورة الأميرعبد القادر التي كانت رقعتها تتسع يوما بعد يوم، وهو ما تم بالفعل، فكانوا في الصفوف الأولى لجيوش الفرنسيين وكانت معركة تيارت بداية سنة 1834 أول معركة مباشرة يخوضها جيش الأمير مع هذا الجيش من المرتزقة الجزائريين الذين خانوا العهد وانضموا لفرنسا، أما قبل هذه المعركة فقد إستولى الزواف على حامية عسكرية على تلة في سفوح الونشريس كان قد وضعها الأمير عبد القادر كمركز رباط، رابط بها المسلمون كخط دفاع أولي ينذر بسقوط عاصمة دار الإسلام زمالة تيارت -قبل انتقالها- بسقوطها ولما وصل إليها جيش الزواف أخذها في لمح البصر وهجم على العاصمة وأخدث بقراها التي استبسلت دفاعا عنها مقتلة عظيمة لم يسبق لها مثيل ونهب ما فيها من مؤونة

### أفواج الزواف
في البداية خدم في وحدات بحجم الكتيبة، أعيد تنظيم الزواف كفرق منفصلة في عام 1852 كلم فوج يحنوي على العلم الفرنسي وبه كتابة تبرز المعارك التي قام بها عسكر زواوة:
- تشكل فوج الزواف الأول بالجزائر ووسط الجزائر. كان الزواف الأول وجود مستمر من 1852 إلى 1949. بعد حل تم إعادة تشكيل الفوج بين عامي 1956 و1960
- تشكل فوج الزواف الثاني بوهران وغرب الجزائر، 1852-1962
- تشكل فوج الزواف الثالث بقسطنطينة وشرق الجزائر، 1852-1962علم الزواف الأول

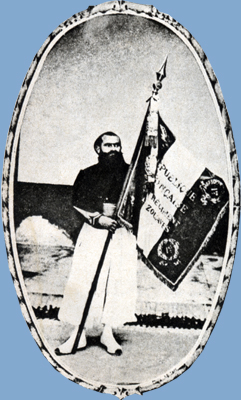
علم الزواف الأول

- تم ربط فوج الزواف الرابع بتونس. تم تشكيلها لأول مرة باسم الزواف من الحرس الإمبراطوري في عام 1854، وأصبح الفوج الرابع الزواف الئ تأسيس الجمهورية الثالثة في عام 1870. وظل في الوجود تحت هذا العنوان حتى عام 1962.

في نهاية أفواج الحرب الجزائرية ستة الزواف كانت قائمة، والتي من الأول تم حله في عام 1960 والباقي في 1962.
أثيرت أفواج مؤقتة أخرى من الزواف في 1914 و1939 في الحربين العالميتين الأولى والثانية على التوالي. خلال الحرب العالمية الأولى تم إنشاء تسعة أفواج دي marche من الزواف. تضم الكتائب النشطة والاحتياطية والجيدة المعارين من أفواج أخرى. في الحرب العالمية الثانية وصل العدد إلى 14.
كانت أفواج الزواف التي أثيرت في عام 1914 للحرب العالمية الأولى هي الثامن والتاسع. أثيرت الزواف 13th في عام 1919 وحلت في عام 1940. وكانت الكتل الزواف التي أثيرت في عام 1939 للحرب العالمية الثانية 11th، 12th، 14th، 21st، وكلها تم حلها بعد سقوط فرنسا في عام 1940. غيرها من الكتل التي أثيرت في وقت لاحق في الحرب العالمية الثانية كانت 9th ('إعادة تفعيل')، 22 و23 و29.
وبالإضافة إلى ذلك، أربعة مختلطة الزواف والخونة أفواج (أفواج مختلطة من الزواف الأجانب (اناث وذكور)) طرحت للحرب العالمية الأولى، والتي تم تسميته الخونة الجائريون أفواج في عام 1918 أو 1920.

علم الفوج الاول للزواف التي تعرض الحروب والخدمات في قتل الشعوب المسلمة لكي لا يتم نسيانهم كل فوج له حروب خاصة هناك 12 علم وفوج كل فوج له علم خاص

معركة فرنساكانت فوج الزواف التاسع آخر وحدات الزواف فرنسية. كان أول فوج زوافي التاسع من عام 1914 حتى سقوط فرنسا في عام 1940، وقد نشأ فوج زوافي آخر من القرن العشرين في الحرب العالمية الثانية وتم حلها بعد الحرب الجزائرية (1943-1962)، ووجد فوج زوافي آخر من القرن العشرين كوحدة اسمية من 1982 إلى 2006 (تمثل مدرسة تدريب كوماندوز). لم يكن هناك فوج زوافي بين عامي 1962 و 1982 ولم يبق أي منهم في الجيش الفرنسي

### التاريخ المبكر
شهد الزواف خدمة واسعة خلال احتلال الفرنسي للجزائر، مثلها مثل بقيت الأفواج الخائنة من التي أطلق عليها اسم الصبايحية والمهاريست والقناصة التي تشكلت من العرب الهلاليين والشعانبة والكراغلة، في البداية في معركة موزاية ضد الأمير عبد القادر (مارس 1836)، ثم في متيجة (سبتمبر 1836) وحصار قسطنطينة (1837) ثم كل الجزائر ثم تونس والمغرب كحروب الريف والكاف وسيدي بوزيد، تم تجنيدهم من خلال التجنيد الطوعي أو النقل من أفواج أخرى من الرجال مع خدمة سنتين على الأقل، سرعان ما حقق الزواف صفة النخبة بين الجيش الفرنسي في أفريقيا.

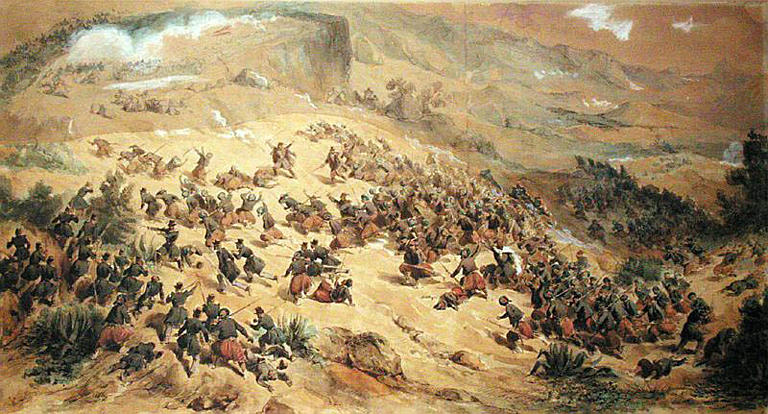
هيبوليت بيلانجي صورة لمعركة موزاية للقوات الفرنسية وعسكر زواوة ضد الأمير عبد القادر

### الإمبراطورية الثانية
بحلول عام 1853، شمل الجيش الفرنسي ثلاثة أفواج من الزواف. تم تخصيص كل من أفواج خطوط الزواف الثلاثة لمقاطعة مختلفة من الجزائر، حيث كانت توجد مستودعاتها ومجمعات وقت السلم. كانت حرب القرم الخدمة الأولى التي شاهدتها الفوج خارج الجزائر. خدموا فيما بعد كمشاة خفيفة فعالة  في الحرب الفرنسية النمساوية عام 1859، التدخل المكسيكي (1864-1866) والحرب الفرنسية-البروسية (1870). جعلها اللباس المميز واندفاع من الزواف لهم معروفة جيدا خارج فرنسا وكثيرا ما صورت في المنشورات المصورة لهذه الفترة.زُيّنت زوافيز الثانية (المعروفة شعبياً باسم «ابن آوى») بنسرها مع الفيلق د. هونور بعد معركة ماجنتا في عام 1859.

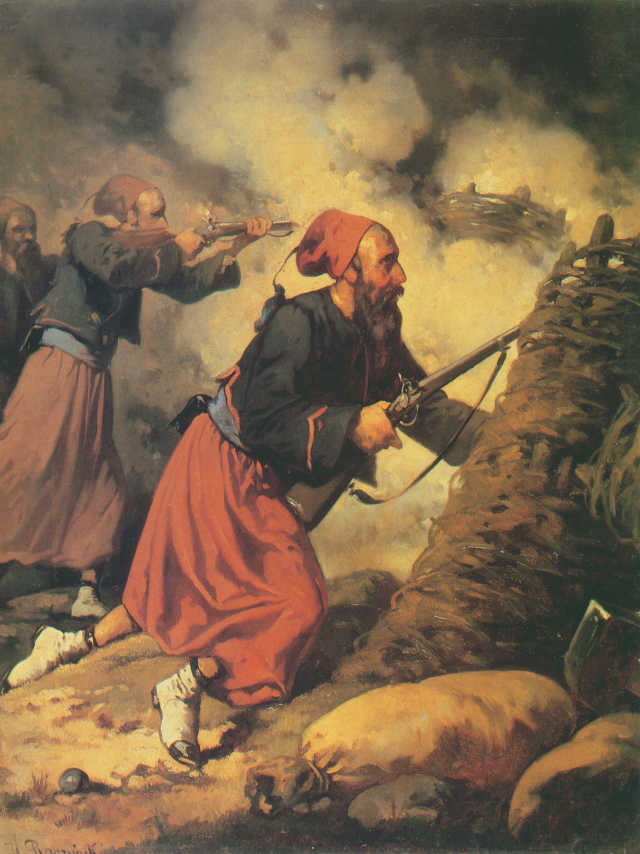
الزواف خلال حرب القرم. من تأليف ألكسندر رازينسكي (1858)

في 23 ديسمبر 1854 تم إنشاء فوج رابع، الزواف من الحرس الامبراطوري. تأخر التشكيل الفعلي لهذه الوحدة حتى 15 مارس 1855 عندما تم جمع مفارز من أفواج الزواف التي تخدم بالفعل في شبه جزيرة القرم لهذا الغرض. خدم الزواف من الحرس الامبراطوري من خلال ما تبقى من حرب القرم وبعد ذلك في جميع حملات الإمبراطورية الثانية. كانت سان كلوحراسهم وقت السلم مبدئيًا في سان كلو ثم في فرساي من عام 1857. ارتدى هذا الفوج الزوراء الكلاسيكية ولكن مع تجديل الأصفر واستبدال الأنابيب بالألوان الحمراء للفوج.

### الجمهورية الثالثة
بعد عام 1871 خسر الزواف وضعهم كجسم النخبة تتكون فقط من المتطوعين الخدمة الطويلة. أصبحوا قوة تتألف أساسًا من مجندين من المستوطنين الفرنسيين في الجزائر وتونس، ويقومون بالخدمة العسكرية الإجبارية. وبسبب النقص في أعداد بنسبة مفارز من جنوب المناطق الجنود من البر الرئيسى فرنسا (متروبول). ومع ذلك، احتفظت أفواج الزواف بأعداد كبيرة من المتطوعين الذين يعملون منذ مدة طويلة (يشاركون في عمليات التطوع والتغيير) الذين ساهموا في رفع معنويات هذه الوحدات وثباتها.
خدمت كتيبتان الزواف (تحت شيف دي باتيلون وقانون سيمون وMignot) في تونكين خلال الأسابيع الختامية للحرب الصينية الفرنسية (أغسطس 1884 إلى أبريل 1885). تم التعامل مع واحدة من هذه الكتائب في 23 مارس 1885 في معركة فو لام تاو. انضمت كتيبة الزواف الثالثة (chef de bataillon Metzinger) إلى فرقة Tonkin Expeditionary Corps بعد فترة قصيرة من نهاية الحرب، وشاركت في عمليات ضد المتمردين الفيتناميين.

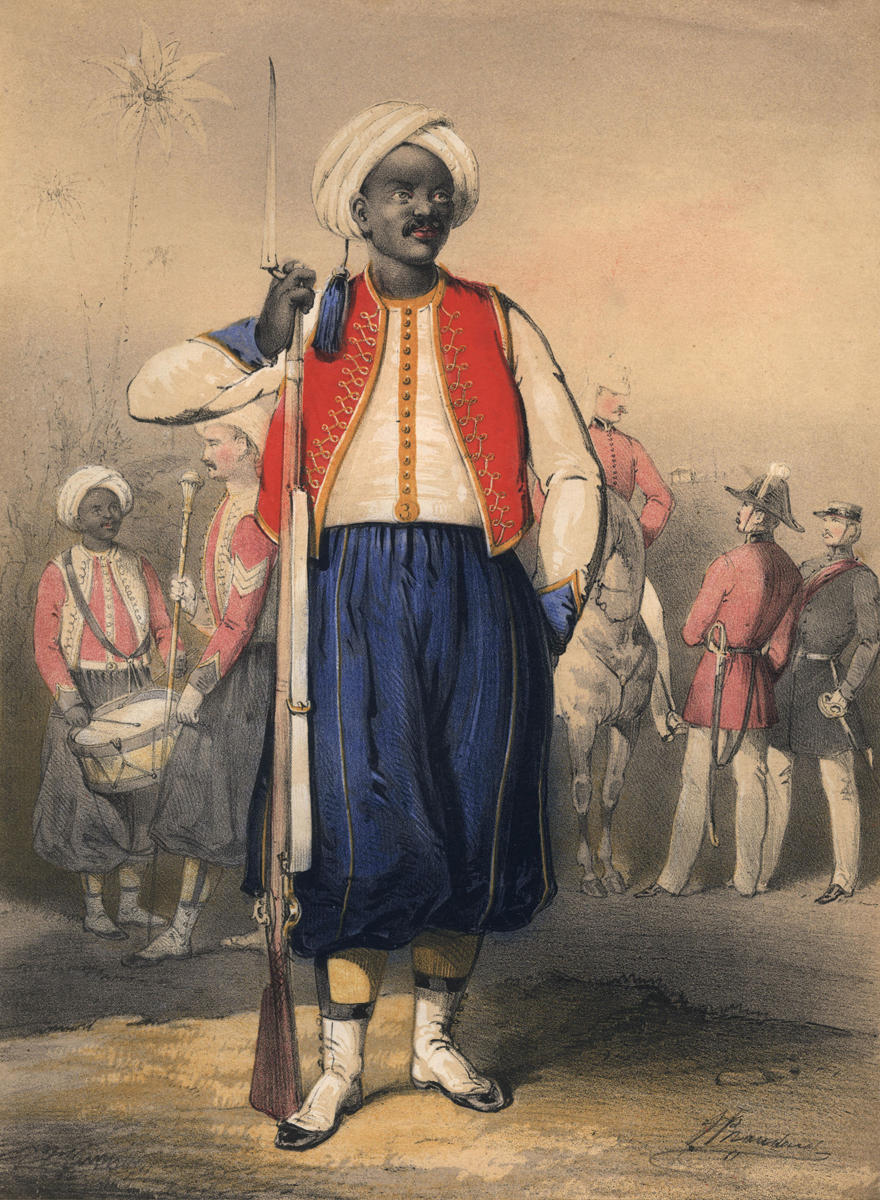
جندي من زواف

في عام 1899، تم إنشاء قانون لكل فوج من زوافيه، كتيبة خامسة، «تتمركز في فرنسا» في مجموعات 5E bataillons de الزواف. وتمركزت الكتيبتان الخامستان من الزواف الأولى والرابعة كجزء من حكومة مدينة باريس. وتمركزت الكتيبتان الخامستان من الزوافين الثاني والثالث في ميليشيا ليون. عند التعبئة للحرب في فرنسا، ستشكل هذه الكتائب نواة Régiments de Marche de الزواف، كل واحدة من 3 كتائب.
في وقت لاحق، شهدت كتائب الزوافة الخدمة الفعلية في الصين خلال فترة ثورة الملاكمين (1900-101) والمغرب (1908-1914). منذ بداية الحرب العالمية الأولى، شهدت كتائب الزواف والكتائب المنفصلة خدمة واسعة على الجبهة الغربية. خدم آخرون في مقدونيا، الدردنيل، تونكين، الجزائر، تونس والمغرب. تم تعيين اثني عشر كتائب زوافة لخدمة حصرية شمال أفريقيا من أسرى الحرب الناطقين بالفرنسية والفارسيين من الألزاس الألمانية ولورين، الذين تطوعوا للانضمام إلى الجيش الفرنسي.

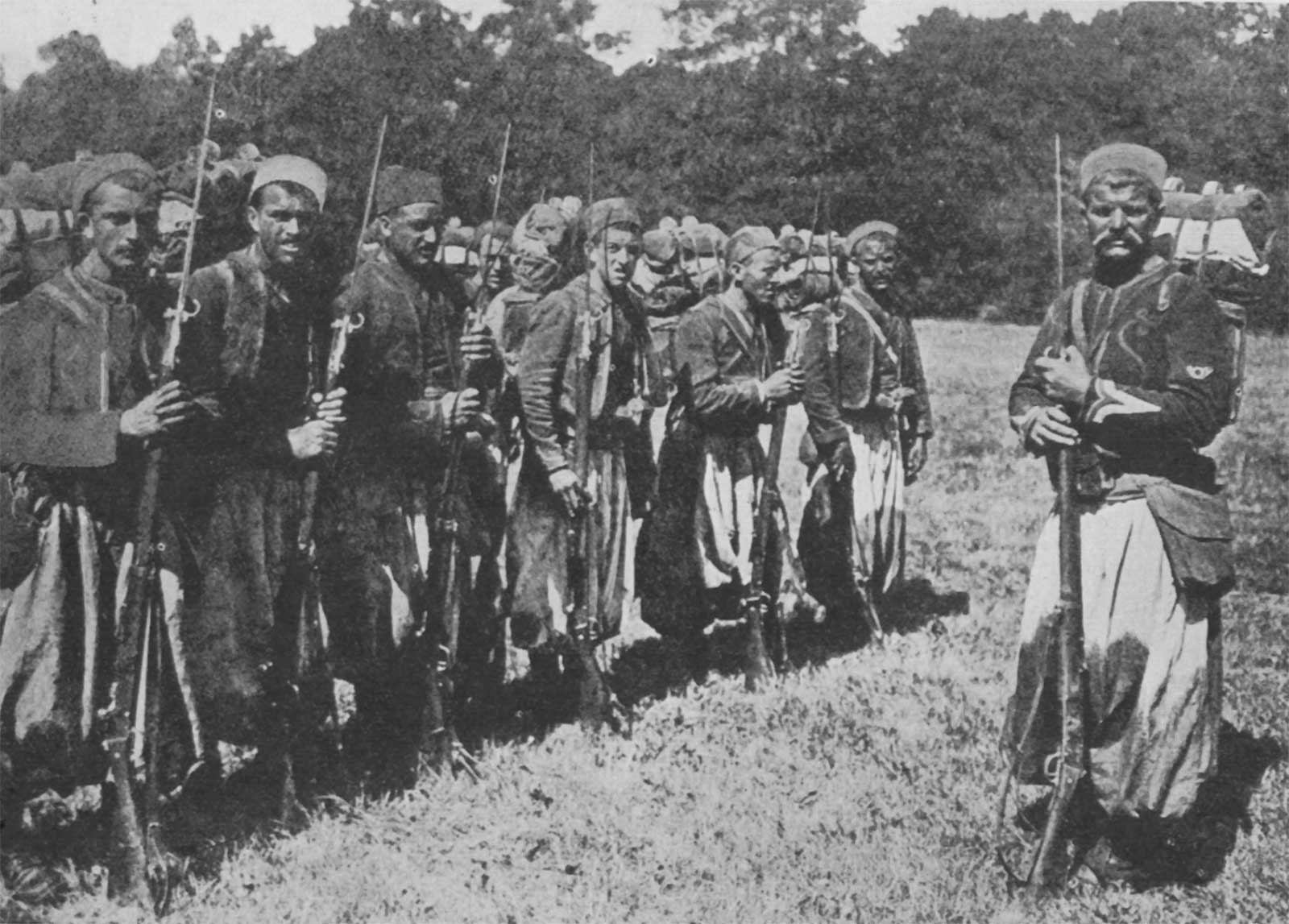
الزواف في الحرب العالمية الأولى

كانت أفواج زواف الأربعة التابعة للجيش الفرنسي ترتدي ثيابها الملونة التقليدية خلال الأشهر الأولى من الحرب العالمية الأولى. تطوير بندقية الرشاشة، والمدفعية الحربية السريعة والأسلحة الصغيرة المحسنة أجبرتهم على اعتماد زي كاكي عادي من عام 1915 فصاعدا. في الفترة من عام 1927 حتى عام 1939، أعيد تقديم «الثوب الشرقي» طربوش الأحمر («شيشي»)، وشاح أزرق، وسترات مضفرة باللون الأزرق مع صدرية وسراويل حمراء كبيرة، كزيّبة خارج الخدمة لزوّامات الضباط المعاد تجديدها وغيرهم من النظاميين في الخدمة الطويلة أفواج زواف. كان يرتديها أيضا حراس اللون وغيرها من الانفصال في المناسبات الاحتفالية. كان يرتدي في وقت سابق من السراويل البيضاء من نفس النمط كمادة من اللباس الطقس الحار.تميزت الفرق الأربعة بالألوان (الأحمر والأزرق والأبيض والأصفر) من "tombeaus" أو الجيوب الكاذبة في مقدمة السترات المفتوحة.
لعب الزواف دورًا رئيسيًا في حرب 1914-18 حيث تم توسيع أعدادهم إلى تسعة أفواج دي ماركي. احتفظت هذه الوحدات بالكثير من أعمالها التقليدية، خاصة في الهجوم. لكنهم أصبحوا أقل وضوحًا في الحرب العالمية الثانية، حيث رأوا الخدمة بشكل أساسي خلال المراحل الأولى للحرب في معركة فرنسا (1940) وفي سياق تحرير فرنسا (1944).

### بعد عام 1945

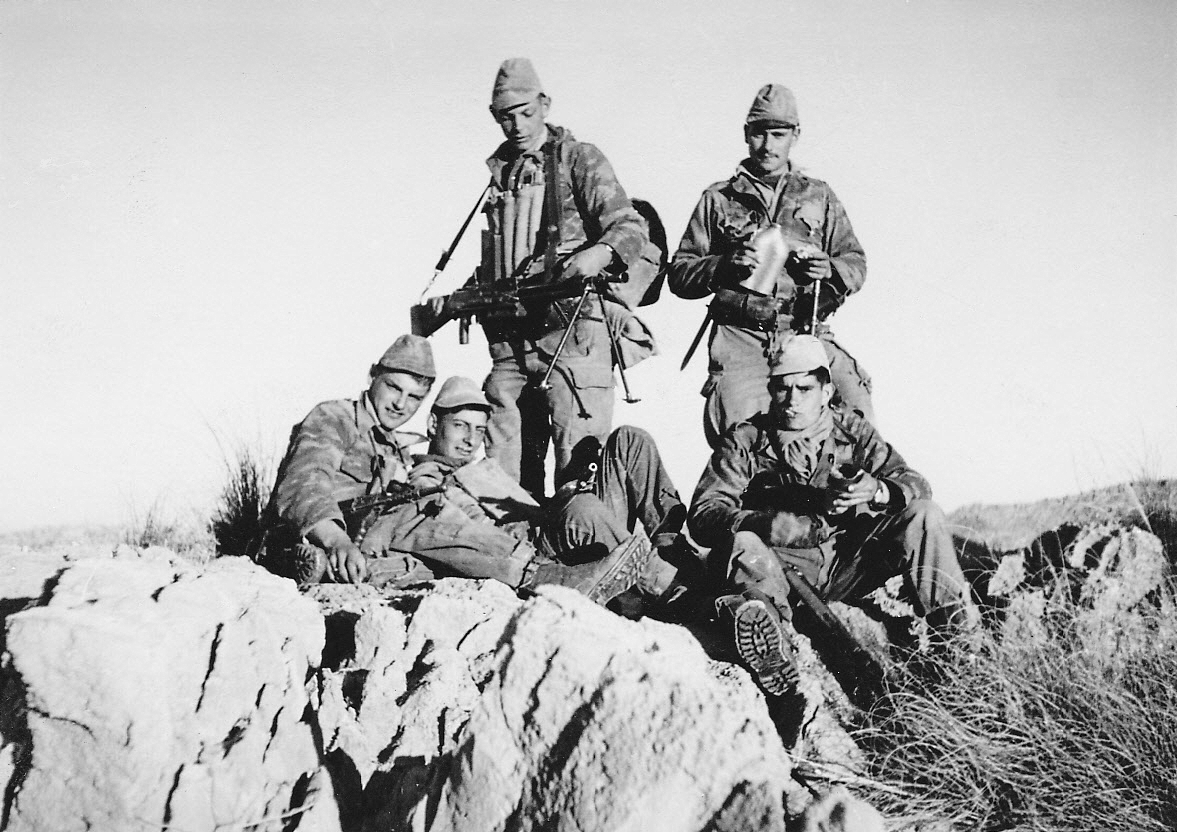
مفرزة صغيرة من فوج فرنسا الرابع من الزواف في منطقة المسيلة خلال الحرب الجزائرية، حوالي عام 1961.

وبوصفهم وحدات مجنبة في الغالب، لم يخدم الزوؤوف في الهند الصينية بين عامي 1945 و1954. ومع ذلك، فقد تم توظيفهم على نطاق واسع خلال الحرب الجزائرية، قبل أن يتم حلهم في عام 1962 بعد الاستقلال الجزائري. كان هذا حتمياً لأن قاعدة تجنيدهم كانت من سكان أوروبا في الجزائر، والتي تفرقوا مع نهاية الحكم الفرنسي. لعبت زوافي ال 9 في الكعبة دورًا كبيرًا في معركة الجزائر عام 1957.
في نهاية الحرب الجزائرية، أقيمت وحدات الزواف وtirailleur المتبقية في موقع القوة قصير الأمد de l’ordre Algérienne : الذي تم إنشاؤه بموجب اتفاقيات إيفيان في مارس 1962 ويهدف إلى توفير قوة حفظ سلام انتقالية مقبولة لكل من المسلمين. والمجتمعات الأوروبية.
تم الحفاظ على تقاليد أفواج الزواف حتى عام 2006 من قبل مدرسة تدريب الكوماندوز التابعة للجيش الفرنسي (CEC)، والتي عرضت في بعض الأحيان حفلات ملونة وفصائل أخرى في ثوب الزوافة. مع إغلاق مدرسة CEC في ذلك العام وتخزين علم زواحف الـ 9 السابقة في عام 2010، توقفت أي صلة مباشرة بين الزواف السابق والوحدات النشطة للجيش الفرنسي الحديث. بينما الفروع الأخرى من الفرنسية القديمة جيش أفريقيا إما قيد الحياة أو تم إعادة تأسيس وحدات تمثيلية في السنوات الأخيرة (لا سيما فيلق الخارجية، صالون نادي لأفريقيا، Tirailleurs، وصبايحية)، ليس لدى فرنسا أي خطط لإعادة إنشاء واحدة من أكثر السلاسل العسكرية شهرةً وأكثرها شهرةً.

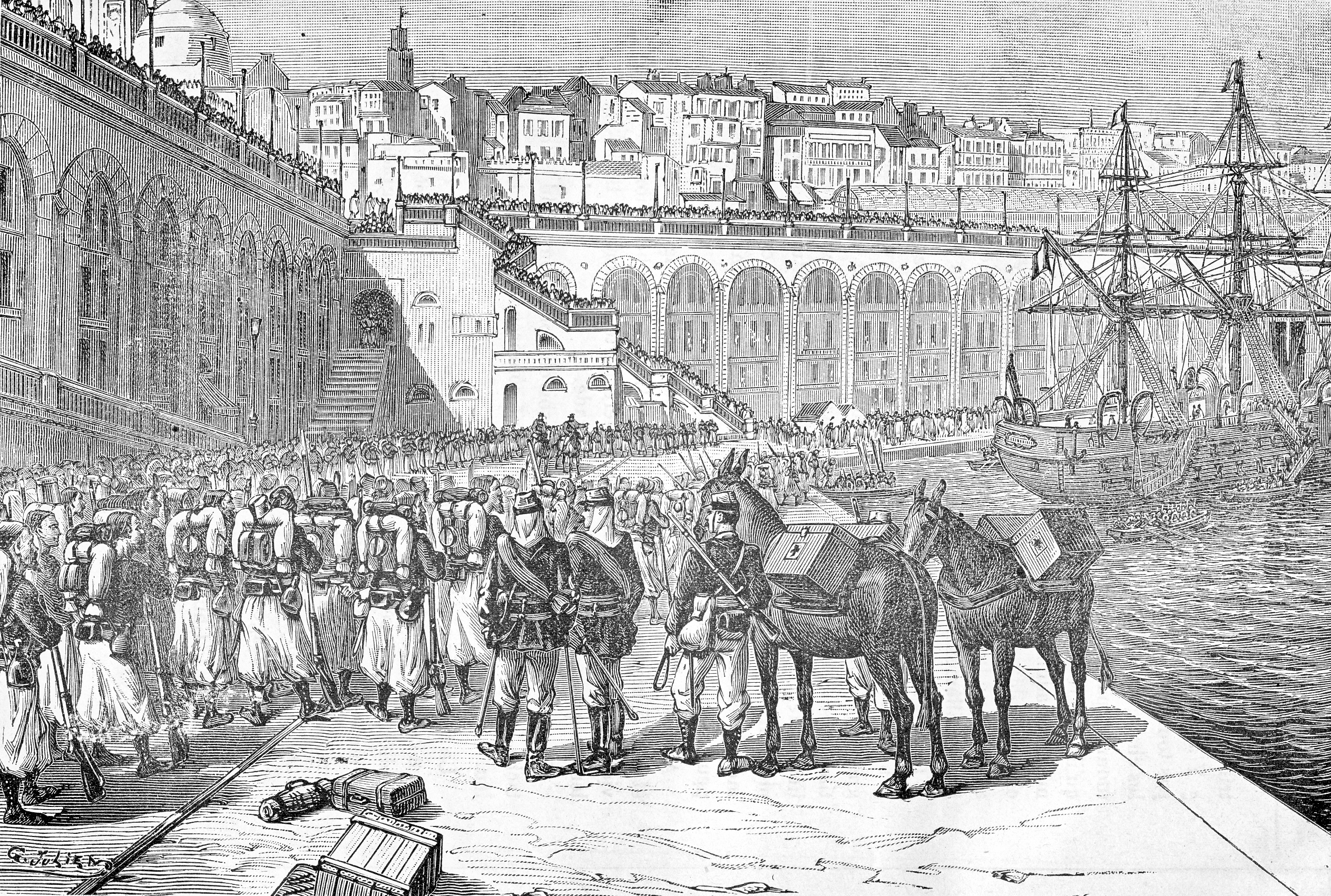
كتيبة من الزواف في الجزائر العاصمة في رحلة تونكين في عام 1885.

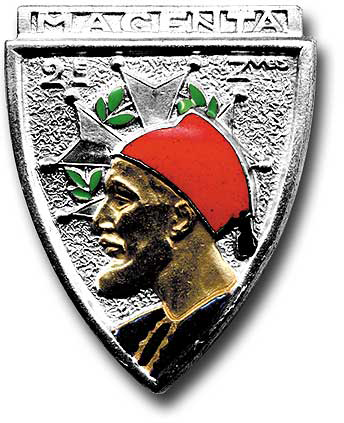
وسام من أوسمة فيالق الزواف

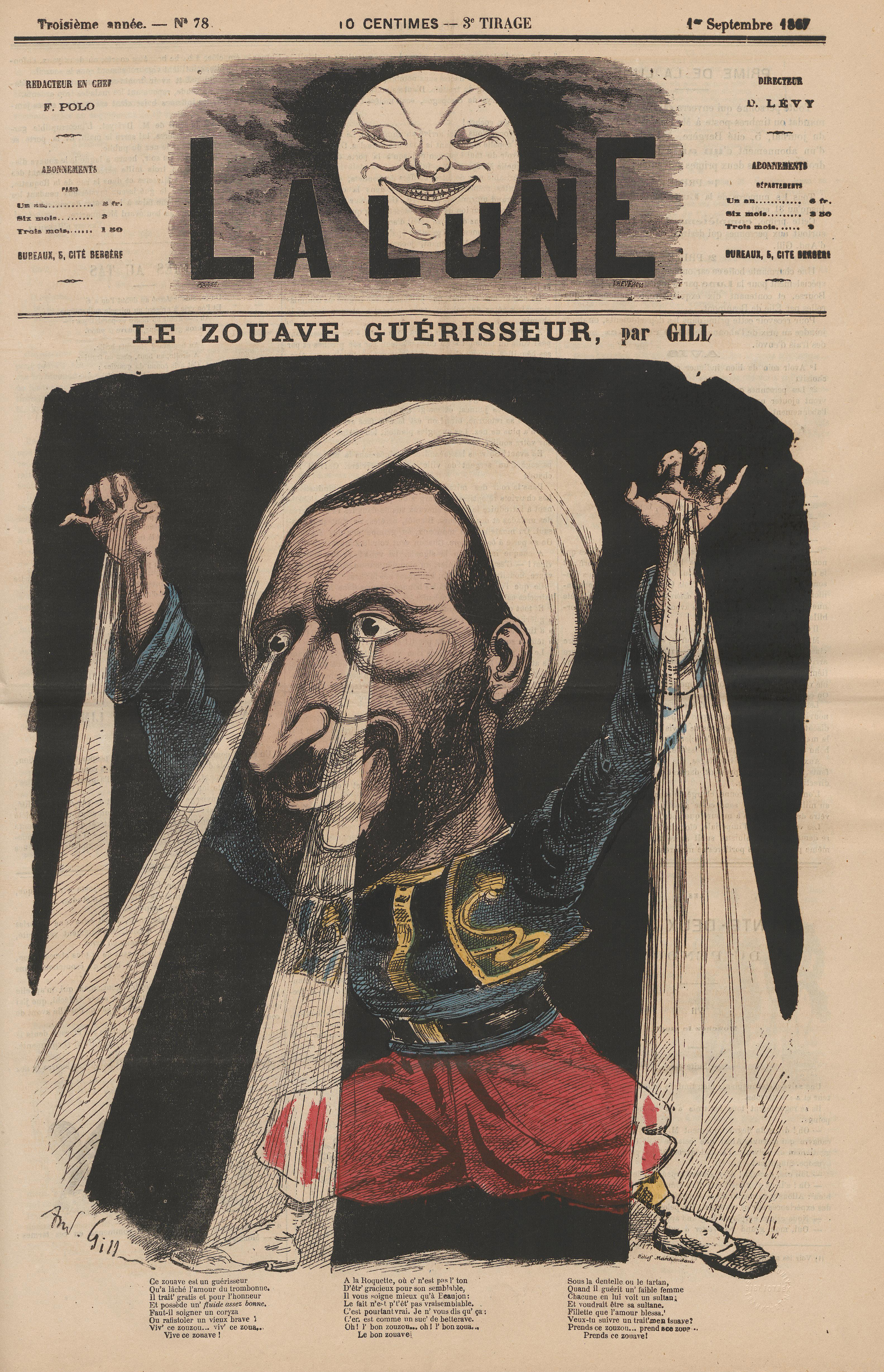
صورة كاريكاتورية لأوغستن هنري يعقوب في جريدة القمر.

### خارج الجزائر

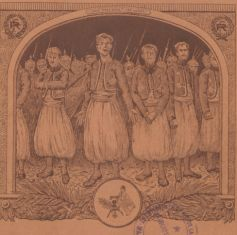
زواف خلال الحرب العالمية الأولى

## في الثقافة الشعبية العربية والفرنسية
باللغة الفرنسية هناك عبارة مسيئة تسمى faire le zouave والتي تعني التصرف مثل البهلوان..أو الاحمق واصل هذه العبارة هو كون فيلق الزواف كان عادة يتميز ببهرجته الشديدة التي تريد اثارة الاتباه وذلك من خلال الاستخدام المبالغ فيه للالوان والاستعراضية الكبيرة...ولو ان البعض يحاول تخفيف حدتها من خلال ايجاد مخارج أخرى كالقول انهم كانوا يطيعون الاوامر دون نقاش....ولكن الحقيقة...ان الأمر يتعلق بالالوان...لانهم مشهورين بالبهرجة...

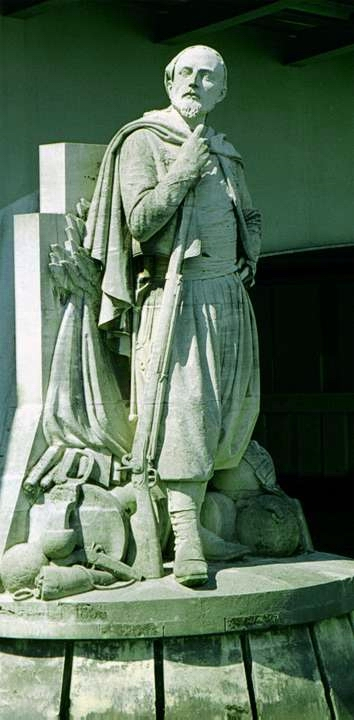
تمثال لزواف فرنسي يسمى أندري جودي للفنان جورج ديبولت في جسر ألما بباريس

....... est liée à leur uniforme très particulier et original, particulièrement remarqué lors des défilés militaires et constitué d’un pantalon bouffant, de guêtres blanches, d’une très longue ceinture de 3 mètres, d’une veste courte et d’une chéchia ornée d’un gland doré et d’un turban. Avec le temps, cet uniforme a pu être considéré comme drôle, d’où l’expression faire le zouave.

## البابا الزواف

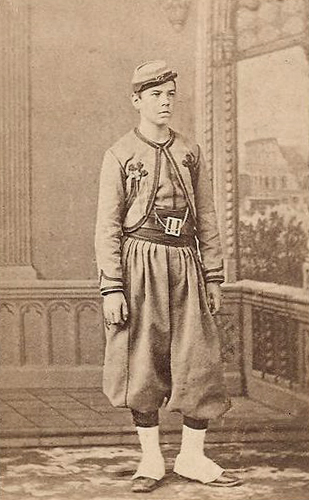
جول ماري ديلوين (1849–1918) في الزي البابوي في نانت، فرنسا

والبابوية الزواف كان فريق من المتطوعين شكلت كجزء من جيش الولايات البابوية. تطورت الزواف من وحدة شكلتها لويس لاموريسيير في عام 1860: الفرنسية البلجيكية. في 1 يناير 1861، تم تغيير اسم الوحدة إلى بابوا زواف.
كان زوي بونتيبيفي بشكل رئيسي من الشباب، غير المتزوجين والروم الكاثوليك، الذين تطوعوا لمساعدة البابا بيوس التاسع في صراعه ضد Risorgimento الإيطالي. كانوا يرتدون أسلوبًا متماثلًا مماثلًا لزيوف الزواف الفرنسية ولكن باللون الرمادي مع الزخارف الحمراء. تم استبدال كيبي رمادي وأحمر لمنطقة شمال إفريقيا فاس.
أعطيت جميع الأوامر باللغة الفرنسية، ووكلت الوحدة من قبل العقيد السويسري، M. Allet. كان الفوج دوليًا حقًا، وبحلول مايو 1868 كان عدد الرجال 4592 بينهم 1910 هولنديًا و1301 فرنسيًا و686 بلجيكيًا و240 إيطاليًا. جاء ما مجموعه ثلاثمائة متطوع من كندا والولايات المتحدة وأيرلندا. بينما الباقي 155 الزواف معظمهم من أمريكا الجنوبية.
كما لعب زوافيز دورًا في الارتباطات النهائية ضد قوات المملكة المتحدة الجديدة حديثًا في سبتمبر 1870، حيث كان عدد القوات البابوية يفوق عددًا تقريبًا سبعة إلى واحد. قاتل الزواف بشجاعة قبل الاستسلام،  مما تسبب في خسائر على بيرساغلييري من الجيش الإيطالي العادي عندما اقتحمت الأخير على بورتا بيا.
وبحسب ما ورد أُعدمت عدة قتلى أو قُتلوا على أيدي القوات الإيطالية في أعقاب الاستسلام.
أعاد المكوّن الفرنسي في Papal الزواف تجميعه باسم Volontaires de l'Ouest (متطوعو الغرب) للقتال على الجانب الفرنسي في الحرب الفرنسية البروسية، حيث احتفظوا بزيهم البابوي الرمادي والأحمر. رأى الزواف العمل خارج اورليان، Patay ومعركة Loigny. والمتطوعين لغرب حلت بعد دخول القوات البروسية في باريس.
نشر المحلل البريطاني المخضرم، جوزيف باول، روايته عن خدمته مع البابوات الزواف، سنتان في زوفيه البابوية

## الزواف من البولندا

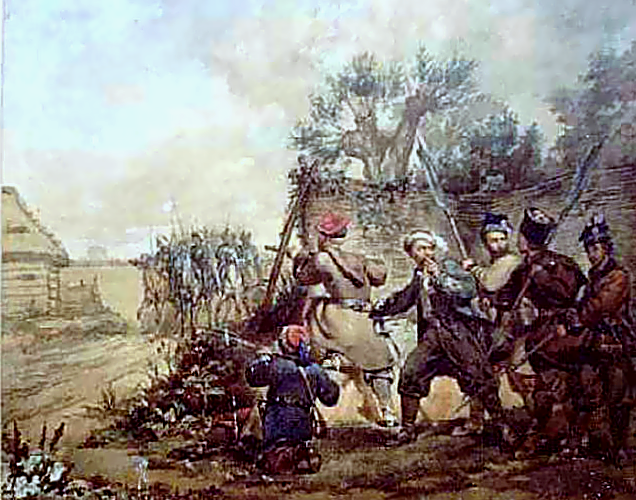
زواف في معركة ميتشو خلال انتفاضة يناير عام 1863 ؛ اللوحة بقلم والري إلجاس-رادزيكوفسكي

في عام 1863، أثناء انتفاضة يناير البولندية ضد الإمبراطورية الروسية، قام ضابط سابق فرنسي كان قد خدم سابقا في أحد أفواج الزواف الفرنسية، فرانسوا روشبرون، بتنظيم زوفاالموت. أقسم أعضاء هذه الوحدة البولندية «على قهر أو الموت» وليس الاستسلام. كانوا يرتدون الزي الأسود مع الصليب الأبيض والأحمر فاس.
وقع تعميد الوحدة بالنار في معركة ميشو، حيث قاموا بتوجيه الأوامر من المعاونة فويسيتش كوموروفسكي، بنجاح القوات الروسية المدافعة عن المقبرة المحلية. ومع ذلك، كانت المشاركة الإجمالية هزيمة للبولنديين في 17 فبراير 1863. هرب الملازم تيتوس أوبراين دي لاسي مع 400 الزواف إلى غاليسيا في مارس 1863. في معركة كروبرز غطت زوافيس انسحاب الجسم الرئيسي القوات البولندية تحت ماريان Langiewicz. كما حاربوا في معركة Grochowiska للمتابعة حيث استولوا على مواقع المدفعية الروسية ولكنهم عانوا من خسائر كبيرة.
كان ضباط فوج الفوج:
- العقيد فرانسوا روشبرون
- اللفتنانت كونت فويشيك كوموروفسكي
- الملازم تيتوس أوبرايان دي لاسي؛
- الملازم أنتوني وجسيكي و
- اللفتنانت اللفتنانت بيلا.

## وحدات نمط الزواف في الجيش البريطاني
في عام 1856، قام فوج غرب الهند التابع للجيش البريطاني بتحويل ملابسه إلى زي موحد تم تصميمه على غرار الزواف الفرنسية. هذا يتألف من فاس أحمر مع شرابة بيضاء، وعمامة بيضاء، وسترة بلا أكمام القرمزي مع تقليم أصفر، معطف أبيض بأكمام طويلة الخصر، وشروال أزرق داكن مع أنابيب صفراء. أكملت الجراميق قماش بيضاء والجلود jamberees الزي الرسمي. تم حجز هذا الزي لباس كامل وما زال يستخدم من قبل فرقة قوة بربادوس للدفاع.
وتضمنت وحدة الإمبراطورية البريطانية الأخرى التي اعتمدت ميزات الزواف كجزء من الزي الرسمي لباسهم وفوج جولد كوست وقوة الحدودي غرب أفريقيا.

## الزواف من الحرب الأهلية الأمريكية

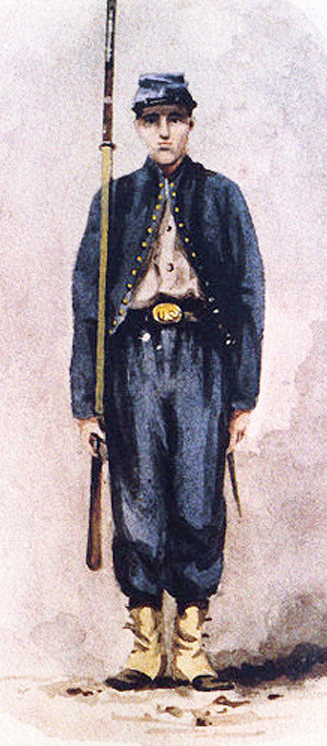
بذلة الزواف الفرنسيين

تم تنظيم العديد من أفواج الزواف من جنود الولايات المتحدة الأمريكية الذين تبنوا الاسم والزي العسكري المستوحى من شمال أفريقيا خلال الحرب الأهلية الأمريكية. وجيش الاتحاد كان أكثر من سبعين متطوع أفواج الزواف طوال فترة الصراع، في حين أن الحلفاء أوفد حوالي خمسة وعشرين شركة الزواف.
في الولايات المتحدة، تم جلب الزواف للجمهور من قبل إلمر E. إلسورث. مستوحاة من صديقه الفرنسي تشارلز دي فيليرز، الذي كان جراح في الزواف شمال أفريقيا، حصل على دليل الحفر الزواف. في عام 1859،
تولى إيلسورث شركة الحفر وأعاد تسميتها بـ «الزواف Cadets». تجولت شركة الحفر على الصعيد الوطني، وأجرت تدريبات مشاة خفيفة من زواحف شمال أفريقيا مع العديد من الإضافات المسرحية. ثم أثيرت وحدات «الزواف» على جانبي الحرب الأهلية الأمريكية من 1861-5، بما في ذلك فوج تحت قيادة إلسورث، ونيويورك «النار الزواف».
إحدى سمات بعض وحدات الزواف الأمريكية، على الأقل في المراحل الأولى من الحرب الأهلية الأمريكية، كانت تكتيكات المشاة الخفيفة وحفرها. الزواف: «... استخدمت تكتيكات المشاة الخفيفة التي شددت على تكوينات النظام المفتوح، مع عدة أقدام بين الجنود، بدلاً من النظام القريب المعتاد، مع» لمسة المرفق «المميزة الخاصة بهم. انتقلوا في الوقت المزدوج، بدلاً من السير إلى فخم الإيقاع، وأنها تقع على ظهورهم لتحميل بنادقهم بدلا من الوقوف للقيام بذلك. لاطلاق النار، وتوالت عرضة وارتفع في بعض الأحيان على ركبة واحدة». [بحاجة لمصدر] [بحاجة لمصدر]
يمكن القول إن أفواج الاتحاد الزوافة الأكثر شهرة كانت من نيويورك وبنسلفانيا: فرقة المشاة المتطوعين في نيويورك الخامسة، «Duryee's الزواف» (بعد كولونيلها الأول، أبرام دوريه)، المشاة رقم 114 في بنسلفانيا. «زوافيه كوليس» (بعد كولونيل، تشارلز HT كوليس)؛ و11 مشاة نيويورك المتطوعين، «النار الزواف». كانت نيويورك في البداية تحت قيادة الكولونيل إلمر إلسورث، حتى وفاته في عام 1861. حطمت نيويورك الحادي عشر بشكل سيء خلال معركة بول الأولى في يوليو عام 1861 حيث كانت بمثابة الحرس الخلفي للجيش المتراجع. البوتوماك. في ال14 بروكلينحصل على لقبه، «الشياطين ذات الأرجل الحمراء»، خلال معركة الثور الأولى. وفي إشارة إلى السراويل الحمراء الملونة في الفوج حيث اتهم الفوج مرارا وتكرارا هنري هاوس هيل، صاح الجنرال الكونفدرالي توماس ج. "ستونوال" جاكسون لرجاله، «عقد على الأولاد! وهنا تأتي تلك الشياطين ذات الساق الحمراء مرة أخرى!»  تعتبر ولاية نيويورك الخامسة واحدة من وحدات النخبة في جيش بوتوماك. كانت واحدة من اثنين فقط من الفرق المتطوعين الذين يخدمون مع الفرقة العادية التي يقودها جورج سايكس. في معركة الثور الثانية وفي الخامس من نيويورك، إلى جانب فوج زوافي آخر، وهو «زوافي ناشيونال» العاشر في نيويورك، أوقفوا الهجوم الملاحق لفيلق جيمس لونجستريت لعشر دقائق حاسمة قبل أن يتم تجاوزه. وهكذا عانت ولاية نيويورك الخامسة أعلى نسبة من الضحايا في أقصر فترة زمنية لأي وحدة في الحرب الأهلية (من بين 525 رجلاً، قُتل ما يقرب من 120 شخصاً وأصيب 330 في أقل من 10 دقائق). [بحاجة لمصدر] [بحاجة لمصدر]
في عام 1863 وعام 1864، تم إصدار ثلاث فرق تابعة للاتحاد (146 ونيويورك، و140 نيويورك، و155 بنسلفانيا) مع الزيوف الزواف لمكافأة إجرائهم في أداء الحفر والحرب. وتعني صعوبات الإمداد والاستبدال أن زوايف وغيرها من الأزياء العسكرية الميليشية الغريبة يميل إلى الاستعاضة عنها بزي موحد للقضايا طوال فترة الصراع. ومع ذلك، فإن التقليد لا يزال قويا، وكان آخر ضحايا الاتحاد من القتال في ولاية فرجينيا أن يكون الزواف من 155 بنسلفانيا، قتل في فارمفيل بولاية فرجينيا، في صباح 9 أبريل 1865.
كما تم رفع عدد من وحدات الكونفدرالية الزوافيه. على النقيض من العديد من الوحدات الفدرالية، فإن معظم الزواف الكونفدرالية لم تكن "أفواج" كاملة ؛ كانت العديد من الشركات داخل وحدات أكبر. يعود اسم "لويزيانا تايجر" إلى الحرب المكسيكية الأمريكية. ويشير إلى أي من أفراد قوات ولاية لويزيانا (ومؤخرا، إلى فرق الولاية الرياضية). [بحاجة لمصدر]لكن أيا من الحرب المكسيكية الأمريكية "نمور" كانت زوافيه. وكانت وحدة لويزيانا زوافي الأقدم والأكثر شهرة شركة White's B ("Tiger Rifles") من الكتيبة الخاصة الأولى لكتيبة Chatham Roberdeau Whit، من متطوعي لويزيانا، الملقبة بـ " نمور لويزيانا ".[بحاجة لمصدر]وحدة الزواف بارزة أخرى على الجانب الكونفدرالي كانت "كتيبة لويزيانا زوافي" الأولى (كوبينز)، "التي أثارها جورج أوغستوس جاستون دي كوبينز في عام 1861. ورأوا العمل من حملة شبه الجزيرة إلى حصار بطرسبورغ، طوال الوقت يجري نقص الإمدادات. تم حلها في عام 1865.
ويشير وينترز أيضا إلى أن مجموعة من الممثلين المتجولين، الذين ادعى أنهم خدموا في الحروب الأوروبية، حفز جنون الزوافة. جذب الممثلون حشودًا كبيرة وألهموا تشكيل شركات عسكرية. زاروا العديد من شركات نيو اورليانز وأمروا الرجال في دليل جديد للأسلحة. قاموا بجولة في مدن النهر ولعبوا لجمهور تجاوز في بلاكيومين، لويزيانا. في الإسكندرية، في وسط لويزيانا، أدّى الممثلون «دراما دموية في حرب القرم».
بين لويزيانا الزواف كانت «نمور لويزيانا» أو «الزواف Coppen». تم خلط هذه الأسماء باسم «نمور لويزيانا في جيتيسبيرغ». كان الزواف Coppen في جيتيسبيرج، ولكن لم تكن معروفة آنذاك باسم «نمور لويزيانا». شركة كابتن وايت، «نمور لويزيانا»، من الكتيبة الخاصة الأولى للقمح الرئيسي، لم تكن في جيتيسبيرغ. تم حلها بعد وفاة القمح في Gaines مطحنة في عام 1862.[بحاجة لمصدر]

### ما بعد الحرب الأهلية
اختفت الزوايا بشكل تدريجي من الجيش الأمريكي في 1870 و1880، حيث تحول نظام الميليشيات ببطء إلى الحرس الوطني. على سبيل المثال، لا تزال ميليشيا ويسكونسن تضم وحدة الزواف واحدة في عام 1879، ولكن في العام التالي، في عام 1880، توقفت الفروق التقليدية للملبس واللباس عندما تم تبني زي موحد لحرس ولاية ويسكونسن.
بعد الحرب الأهلية، كانت الجماعات المخضرمة تلبس أحياناً زيوف أثناء مراسم حرس الشرف مثل مواكب الجنازات، حيث كان الزيوف يعتبر ملائماً ومميزاً. عادة ما تكون إعادة تمثيل الحرب الأهلية الأمريكية الحديثة وحدات الزواف.

### الزي الزوافي
كان الزيوف زواف في بعض الأحيان متقنة للغاية، إلى حد كونه غير عملي. وارتدت بعض أفواج زواف فاس مع شرابة ملونة (عادة ما تكون صفراء أو زرقاء أو خضراء أو حمراء) وعمامة، وهي سترة قصيرة ضيقة ضيقة (بعضها بدون أزرار)، Dyde، Brian. The Empty Sleeve. The story of the West India Regiment of the British Army. ص. 149–150. ISBN:976-8163-09-7.وشاح أو بنطلونات فضفاضة أو سراويل "chasseur" وطماق بيضاء وكفة جلدية قصيرة للعجل، تسمى جامبيير. كان من الصعب وضع الوعاء بشكل خاص، وغالباً ما كان يتطلب مساعدة زوافة أخرى. وكان الزي الزواف أكثر ملاءمة للمناخات الدافئة والتضاريس الوعرة.
سمحت البطلونات الفضفاضة بحرية حركة أكبر من البنطلونات، في حين أن السترة القصيرة كانت أكثر برودة من بلوزة الصوف الطويلة التي كانت ترتديها معظم الجيوش في ذلك الوقت. أحد أسباب العدد الصغير لوحدات الزواف في الولايات المتحدة وأوروبا كان على حساب الزي المتخصص على الزي الموحد بشكل جماعي من لون واحد وقطع.[بحاجة لمصدر]

## الزواف الإسبان
في الحرب الكارلية الثالثة (1872-1876) عمل إنفانتي ألفونسو كارلوس دوق سان خايمي (شقيق كارلوس دوق مدريد الكارلي الذي كان يطالب بالعرش الإسباني) على تقوية وزيادة عدد أفراد وحدة من الزواف الإسبان (الزواف الكارليين) ليكونوا حراس شرف له ولزوجته ماريا دي لاس نيفيس براغانزا. نشأت وحدة الزواف الكارليين باعتبارها السرية السادسة من الكتيبة الثانية من الزواف البابويين (كان نفانتي ألفونسو كارلوس نفسه قد شغل سابقًا منصب ملازم في الزواف البابويين).
كان الزواف الكارليين يعتبرون وحدة النخبة في جيش كاتالونيا و مايسترازغو [الإنجليزية]، وارتدوا ملابس شبيهه بملابس الزواف الفرنسيين والبابويين والتي تضمنت بنطلونات فضفاضة وسترات قصيرة وسترات صدرية وأوشحة. ومع ذلك فإن الزواف الكارليين ارتدوا أيضًا ملابس تميزهم عن مجموعات الزواف الموجودة في أماكن أخرى في شكل قبعة باسكيون مع خصلة من خيوط مزينة فضفاضة معلقة في أحد طرفيها. ومن أجل تمييز القوات عن الضباط، كان لون سترة الضابط هو الأزرق الرمادي، وكان الأزرق الغامق للرتب الأخرى. والقبعة التي يرتديها الجنود بيضاء فيها خصلة صفراء من خيوط مزينة، بينما كان الضباط يرتدون قبعة حمراء مع خصلة صفراء. أما السراويل الفضفاضة رمادية اللون فكانت لجميع الرتب.

## وحدات الزواف أخرى

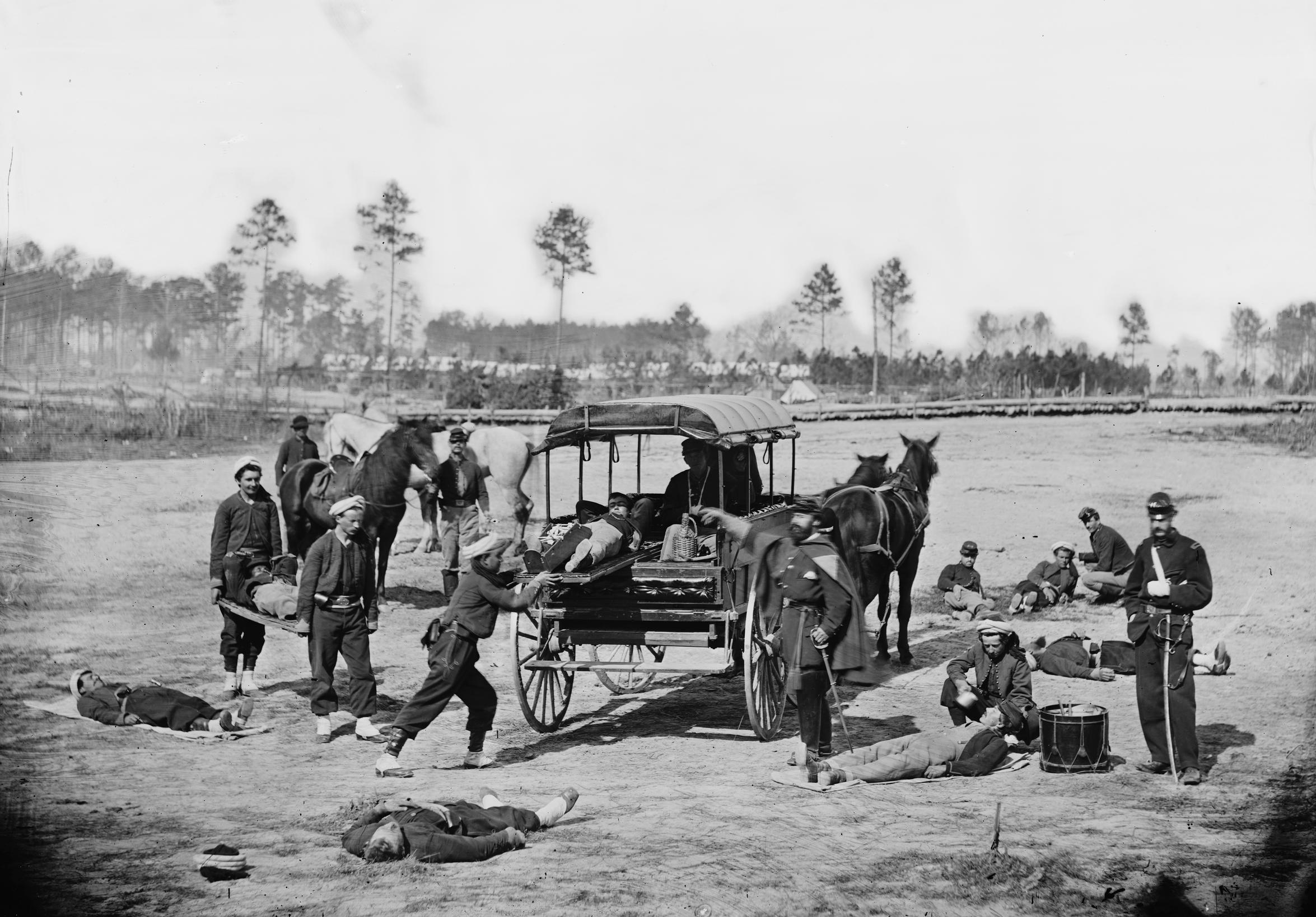
طاقم إسعاف أمريكي الزواف يدل على إزالة الجنود الجرحى من الميدان، خلال الحرب الأهلية الأمريكية.

- طاقم إسعاف أمريكي الزواف يدل على إزالة الجنود الجرحى من الميدان، خلال الحرب الأهلية الأمريكية.بين 1880 و1908 ضم الحرس الإمبراطوري التركي فوجين الزواف. مجموعة عبد الحميد الثاني في مكتبة الكونغرس في الولايات المتحدة لديها عدد من الصور الفوتوغرافية لهؤلاء الجنود. كانوا يرتدون زيًا مشابهًا للزيوف الفرنسية ولكن مع العمائم الخضراء وقطع المؤخرات الحمراء الأقل انتشارًا. تم حل الزواف العثماني في أعقاب انقلاب الأتراك الشباب من عام 1908، عندما تم تخفيض الحرس الامبراطوري إلى وحدة القصر الاحتفالية.[57]
- تحت إمبراطورية البرازيل، وكتيبة من المتطوعين الأسود، وتسمى «Zuavos دا باهيا» (باهيا الزواف) نظمت في عام 1865.[58] وعلى الرغم من هذا الاستخدام وجه على تقليد طويل من خدمة الرجال السود في النظام الملكي البرازيلية والدولة، كل من الحكومة والجيش سرعان ما رفض مثل هذه الوحدات المعزولة، وتشتت رجالها على طول الوحدات الأخرى.[59]

## تأثير لباس الزواف في شمال افريقيا

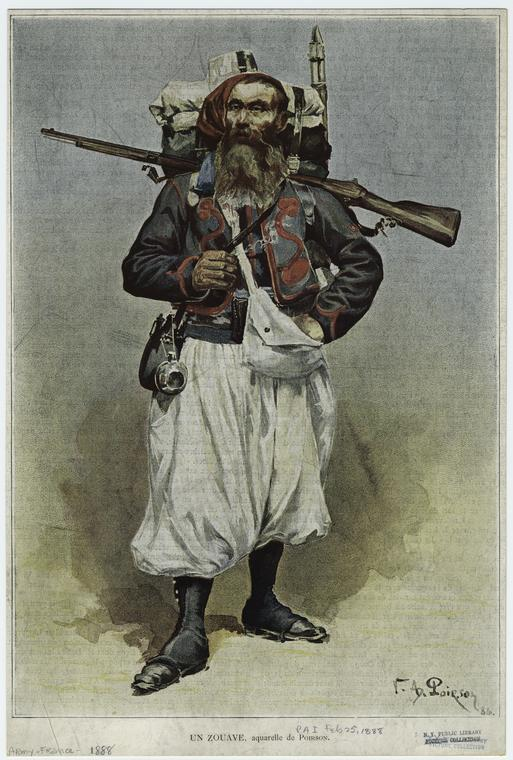
الزواف الفرنسي من 1888 يرتدي السراويل أبيض بدلا من الأحمر المعتاد

من عام 1830 إلى عام 1848 تأثر زي الزواف بشدة بأزياء شمال إفريقيا المعاصرة. ومع ذلك، مع إنشاء أفواج الزواف كجزء دائم ولا يتجزأ من الجيش الفرنسي، أصبح «اللباس الشرقي» زيا رسميا  خاضعًا للأنظمة مع الاحتفاظ بالسمات المميزة لأصوله الأصلية.
تم نسخ ميزات الزواف على نطاق واسع من قبل الوحدات الاستعمارية لمختلف الجيوش الأوروبية خلال أواخر القرن التاسع عشر وأوائل القرن العشرين. وشملت هذه أفواج أفريقية أثارتها البرتغال وبريطانيا وإسبانيا  وإيطاليا  وكتيبة غرب الهند في الخدمة البريطانية.
كان يرتدي الزي على غرار الزواف من قبل أفواج السكان الأصليين للجيش الفرنسي في أفريقيا مثل صبايحية وTirailleurs Algeriens، وإن كان في ألوان مختلفة.
تحتفظ الوحدات الاحتفالية الحديثة للجيوش الجزائرية والمغربية والتونسية بعناصر لباس الشمال الأفريقي التقليدي،  وتتقاسم بعض السمات المشتركة مع الضريبة الشرقية للزواحف الفرنسية.

## في الثقافة الشعبية

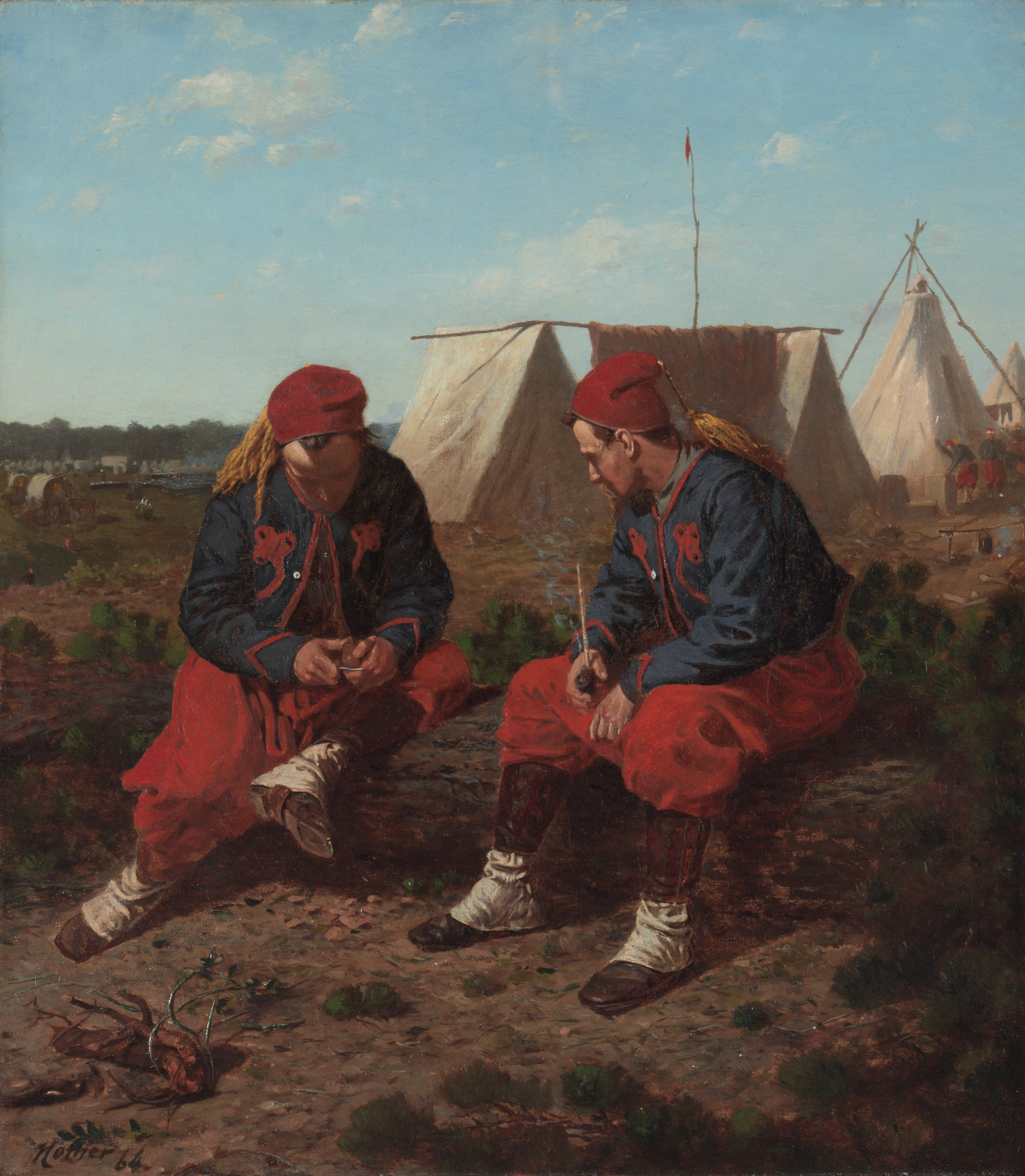
أنبوب بريروود، لوحة زيتية من إنتاجوينسلو هومر في العام1864من اثنين من زواف نيويورك الفوج الخامس

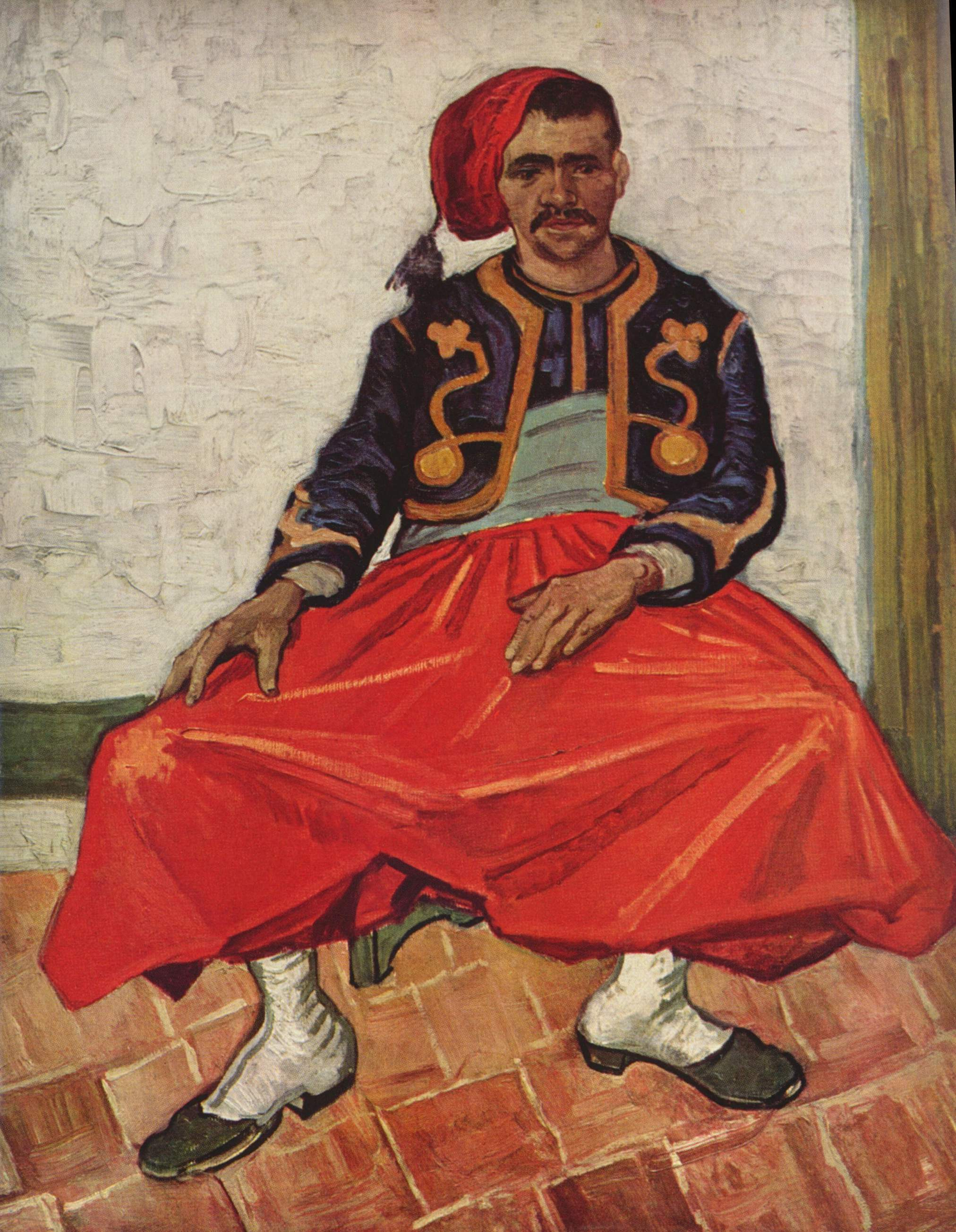
"زوافي جالسا، شخصية كاملة"، فنسنت فان جوخ

- أنبوب بريروود، لوحة زيتية من إنتاجوينسلو هومر في العام1864من اثنين من زواف نيويورك الفوج الخامس الزواف (لوحة) الزواف، ألوان مائية، 1888، متحف المتروبوليتان للفنون، (F1482) "زوافي جالسا، شخصية كاملة"، فنسنت فان جوخ[72]في الخطاب العاملي الفرنسي، يمكن ترجمة عبارة «faire le الزواف» على أنها «عمل العربي» أي التصرف بعنف.[73] في هذا السياق يستخدم «الزواف» كإهانة من الكابتن Haddock، وهو شخصية في مغامرات Tintin. يأخذ أستاذ حساب التفاضل والتكامل تهما خاصة في إهانة حجم القمر الوجهة وفي ختام المستكشفين على سطح القمر.

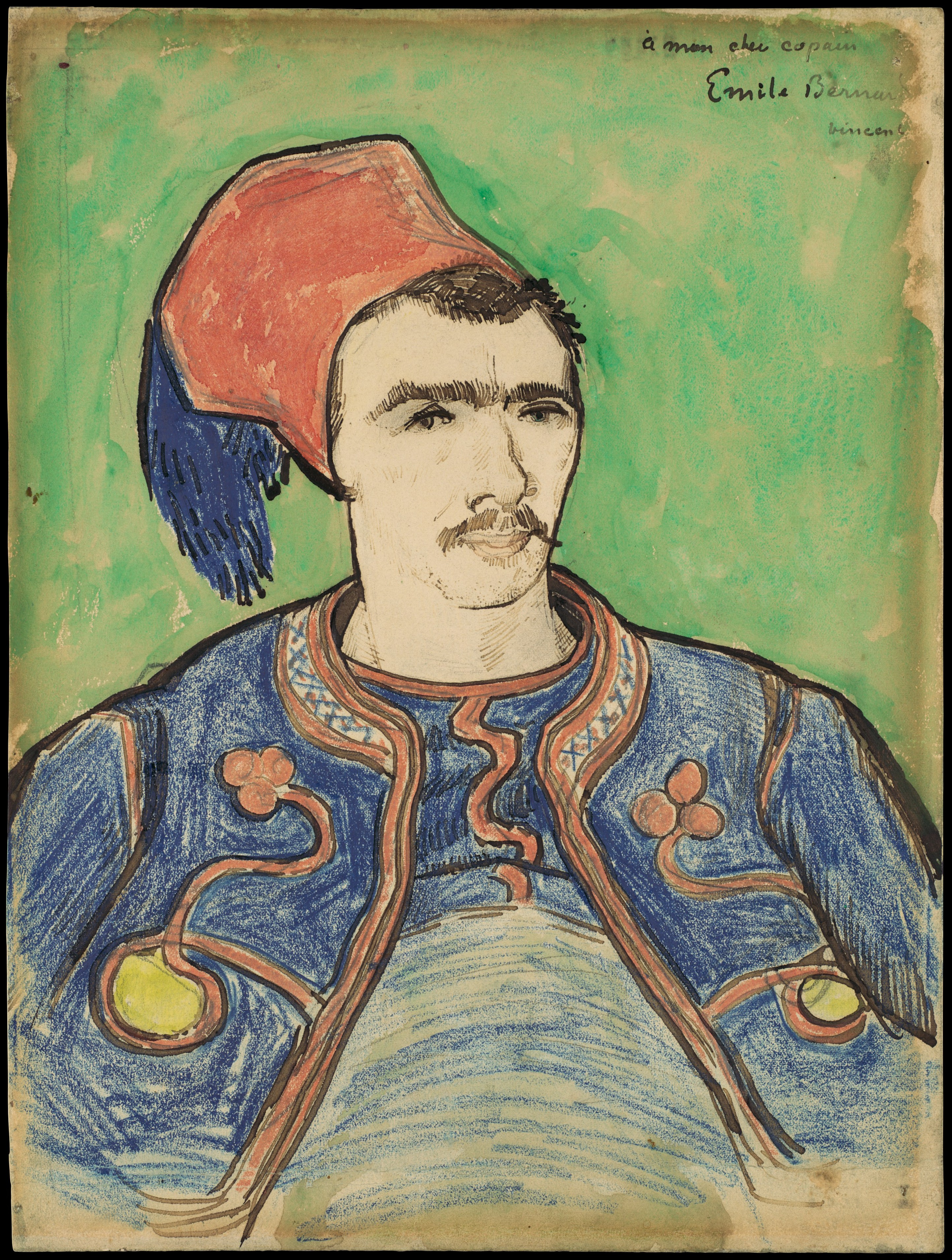
الزواف (لوحة) الزواف، ألوان مائية، 1888، متحف المتروبوليتان للفنون، (F1482)

- في فيلم Gods and Generals، نيويورك الحادي عشر (حريق إلسورث الزواف) و14 من بروكلين (84 مشاة نيويورك) يظهرون وهم يحاربون لواء Stonewall في First Manassas.
- في فيلم Gettysburg، يظهر الـ 14 بروكلين في اليوم الأول للمعركة. كما تظهر ولاية بنسلفانيا الـ114 حراسة لموظفي المقر حيث أقام الاتحاد الدفاعات وظهر بنسلفانيا الثانية والسبعين لفترة وجيزة خلال شحنة Picketts and Epilogue. في الاعتمادات الافتتاحية، يتم استخدام مشهد يظهر ثلاثة الزواف من نيويورك الخامس كخلفية.
- في فيلم Glory، يظهر فيلم Brooklyn الرابع عشر في بداية وأثناء معركة Antietam. من المفترض أن يمثل الـ 14 بروكلين الزواف d 'Afrique (114th Pennsylvania aka Collis الزواف في وقت لاحق من التاريخ) لأن المشهد يظهر الهجوم على طريق Sunken. ويمكن أيضا رؤية الزواف مرافقة حزب الجنرال القوي حيث يلاحظ فورت واغنر. من المحتمل أن يكون من المفترض أن يمثل الزواف في بنسلفانيا 76th الذي كان فوج الزواف الوحيد في corp العاشر. ومع ذلك، فإن الزي المدرسي على الزواف المبين لا يصور الزي الفعلي الذي يرتديه في ال 76.
- في مسلسل تلفزيوني صغير، " The Blue and the Grey "، تظهر مجموعة من الاتحاد الزواف وهو يقاتل في معركة Bull Run الأولى. من المرجح على الأرجح أن تمثل هذه الزواف 11th نيويورك الأولى النار الزواف. ومع ذلك، تمامًا مثل بروكلين الرابع عشر في الآلهة والجنرالات، يظهر الزواف وهم يقاتلون كجزء من فوج بدلاً من فوج فردي. ويستند الزي الذي يرتديه الزواف على ذلك هو مبين في الطباعة الحجرية Kurz وAlison للمعركة. في حين أن كلاهما يحاول على الأرجح تمثيل نيويورك الحادي عشر (بما أنه كان فوج الزواف الحقيقي الوحيد الموجود في الميدان) فإن الزي غير دقيق.في First Bull Run، ارتدت الطبقة الحادية عشرة من القمصان الحمراء (معظمها تخلى عن سترات الزواف ذات اللون الأزرق الداكن المشذبة بالأحمر الداكن قبل المعركة)، وشاح أزرق متوسط، وربطة عنق زرقاء أو حمراء فاس مع شرابة زرقاء، ورباط جلدي.
- في فيلم Margaret Mitchell's Gone With The Wind، ينضم الزواف، Rene Picard، إلى جيش Confederate of Tennessee في أتلانتا، جورجيا. يتذكر بيكار لدعوته، وسحره، وتفاؤله. أيضا، لهجة الفرنسية الكريولية العريقة.
- في فيلم " داني كاي" عام 1955، شاهد " جاستر جستر"، فريق جاكسون غوايفز الأمريكي لفيلق الأجراس من جاكسون، ميشيغان، يُشاهد روتين حفار هزلي باستخدام مسيرة الزواف السريعة التقليدية. كما قدمت المجموعة العديد من المظاهر، في الزيّ الزواف الكامل، على The Ed Sullivan Show بين عامي 1953 و1960.
- في كتاب إدوارد جوري عام 1960 بعنوان The Fatal Lozenge، كان الزواف موضوع القصيدة النهائية في قائمة أبجدية غوري. في القصيدة، يقتل الزوافي، الذي اعتاد القتل بعد سنوات من الحرب، طفلًا صغيرًا بدأ في الظهور.
- الشكل الذي يصور على مقدمة أوراق المتعرج المتعرج، والمعروفة بالعامية باسم «رجل التعرج»، ينبع من قصة شعبية حول الزواف في معركة سيفاستوبول. عندما تم تدمير أنبوب الطين الخاص بالجندي برصاصة، حاول أن يلفّ التبغ باستخدام قطعة ورق ممزقة من حقيبته البارود.
- في فيلم باستر كيتون المسرح (فيلم)، يعد روتين الحفر الزواف أحد الأعمال في المسرح. واحدة من الكمامات تشمل رئيسة «بانغر» لتخبره أن يحصل له على بعض «زوفيس» و«باستر» أولاً بتسليمه علبة سجائر (في إشارة إلى العلامة التجارية المذكورة أعلاه).[74]

## روابط خارجية
- قاعدة بيانات الزواف على الإنترنت
- فرقة المشاة المتطوعين في بنسلفانيا 114 - الزواف الأفريقي[وصلة مكسورة]
- صورة فان جوخ عن الجندي الزوافي
- الطباعة الحجرية لجندي زوايف بقلم لوسيان لوفيفر، 1898، لأبوستين موجنييه
- Remington 1863 الزواف Rifle
- «Les الزواف» (الفرنسية)
- صورة ألفريد لاروك، وهو بابوي زوافي كندي، تم تصويره في مونتريال، كيبيك في عام 1868 على يد وليام نومان (1826-1891)، في متحف مكورد في مونتريال. يتم وضع Laroque جالسًا ويرتدي ثلاث ميداليات.
- البابوات الزواف
- " زوايف أمريكا"، مقال بقلم روبرت لبلينغ
  - "Zouaves" . The Nuttall Encyclopædia. 1907. {{استشهاد بموسوعة}}: يحتوي الاستشهاد على وسيط غير معروف وفارغs: |HIDE_PARAMETER4=، |HIDE_PARAMETER2=، |HIDE_PARAMETER14=، |HIDE_PARAMETER5=، |HIDE_PARAMETER7=، |HIDE_PARAMETER10=، |HIDE_PARAMETER8=، |HIDE_PARAMETER6=، |HIDE_PARAMETER9=، |HIDE_PARAMETER13=، |HIDE_PARAMETER1=، |HIDE_PARAMETER3=، |HIDE_PARAMETER11=، و|HIDE_PARAMETER12= (مساعدة)
  - Chisholm, Hugh, ed. (1911). "Zouave". Encyclopædia Britannica (بالإنجليزية) (11th ed.).
  - "Zouaves" . The New Student's Reference Work . 1914. {{استشهاد بموسوعة}}: يحتوي الاستشهاد على وسيط غير معروف وفارغs: |HIDE_PARAMETER10=، |HIDE_PARAMETER4=، |HIDE_PARAMETER2=، |HIDE_PARAMETER11=، |HIDE_PARAMETER13=، |HIDE_PARAMETER8=، |HIDE_PARAMETER9=، |HIDE_PARAMETER5=، |HIDE_PARAMETER1=، |HIDE_PARAMETER3=، |HIDE_PARAMETER7=، |HIDE_PARAMETER6=، و|HIDE_PARAMETER12= (مساعدة)
  - "Zouave". الموسوعة الأمريكية. 1920. {{استشهاد بموسوعة}}: يحتوي الاستشهاد على وسيط غير معروف وفارغs: |HIDE_PARAMETER15=، |HIDE_PARAMETER4=، |HIDE_PARAMETER2=، |HIDE_PARAMETER21=، |HIDE_PARAMETER8=، |HIDE_PARAMETER17=، |HIDE_PARAMETER20=، |HIDE_PARAMETER5=، |HIDE_PARAMETER7=، |HIDE_PARAMETER16=، |HIDE_PARAMETER3=، |HIDE_PARAMETER22=، |HIDE_PARAMETER14=، |HIDE_PARAMETER13=، |HIDE_PARAMETER11=، |HIDE_PARAMETER10=، |HIDE_PARAMETER6=، |HIDE_PARAMETER9=، |HIDE_PARAMETER1=، |HIDE_PARAMETER23=، |HIDE_PARAMETER18=، |HIDE_PARAMETER19=، و|HIDE_PARAMETER12= (مساعدة)
  - "Zouave" . Collier's New Encyclopedia. 1921. {{استشهاد بموسوعة}}: يحتوي الاستشهاد على وسيط غير معروف وفارغs: |HIDE_PARAMETER4=، |HIDE_PARAMETER2=، |HIDE_PARAMETER8=، |HIDE_PARAMETER5=، |HIDE_PARAMETER7=، |HIDE_PARAMETER10=، |HIDE_PARAMETER6=، |HIDE_PARAMETER9=، |HIDE_PARAMETER1=، و|HIDE_PARAMETER3= (مساعدة)}}